# Lista de asteroides (381001-382000)
Esta é uma lista parcial de asteroides, do asteroide número 381001 até o 382000, inclusive. Veja também o índice com todas as listas disponíveis.

| Objeto Próximos à Terra | Cinturão de asteroides (interno) | Cinturão de asteroides (externo) | Centauro       |
| Cruzador de Marte       | Cinturão de asteroides (meio)    | Troianos de Júpiter              | Transnetuniano |

Veja mais dados de cada asteroide na ligação externa para o Minor Planet Center na última coluna.
Índice: 381001... 381101... 381201... 381301... 381401... 381501... 381601... 381701... 381801... 381901... 

## 381001–381100
| Designação | Designação | Descoberta  | Descoberta        | Descobridor(es)     | Categoria | Mais informações / Referência |
| Permanente | Provisória | Data        | Local             | Descobridor(es)     | Categoria | Mais informações / Referência |
| ---------- | ---------- | ----------- | ----------------- | ------------------- | --------- | ----------------------------- |
| 381001     | 2006 TZ64  | 11 out 2006 | Kitt Peak         | Spacewatch          | —         | MPC                           |
| 381002     | 2006 TG78  | 12 out 2006 | Palomar           | NEAT                | —         | MPC                           |
| 381003     | 2006 TK83  | 4 out 2006  | Mount Lemmon      | Mount Lemmon Survey | —         | MPC                           |
| 381004     | 2006 TW94  | 15 out 2006 | Lulin Observatory | C.-S. Lin, Q.-z. Ye | —         | MPC                           |
| 381005     | 2006 TX129 | 3 out 2006  | Mount Lemmon      | Mount Lemmon Survey | —         | MPC                           |
| 381006     | 2006 UG5   | 16 out 2006 | Goodricke-Pigott  | R. A. Tucker        | —         | MPC                           |
| 381007     | 2006 UU7   | 16 out 2006 | Catalina          | CSS                 | —         | MPC                           |
| 381008     | 2006 UW14  | 30 set 2006 | Mount Lemmon      | Mount Lemmon Survey | —         | MPC                           |
| 381009     | 2006 UR46  | 16 out 2006 | Kitt Peak         | Spacewatch          | —         | MPC                           |
| 381010     | 2006 UJ73  | 26 set 2006 | Kitt Peak         | Spacewatch          | —         | MPC                           |
| 381011     | 2006 UG94  | 18 out 2006 | Kitt Peak         | Spacewatch          | —         | MPC                           |
| 381012     | 2006 UH94  | 18 out 2006 | Kitt Peak         | Spacewatch          | —         | MPC                           |
| 381013     | 2006 UX102 | 18 out 2006 | Kitt Peak         | Spacewatch          | —         | MPC                           |
| 381014     | 2006 UX138 | 19 out 2006 | Kitt Peak         | Spacewatch          | —         | MPC                           |
| 381015     | 2006 UA152 | 20 out 2006 | Mount Lemmon      | Mount Lemmon Survey | —         | MPC                           |
| 381016     | 2006 UZ166 | 2 out 2006  | Mount Lemmon      | Mount Lemmon Survey | —         | MPC                           |
| 381017     | 2006 UZ180 | 16 out 2006 | Catalina          | CSS                 | —         | MPC                           |
| 381018     | 2006 UF191 | 28 set 2006 | Catalina          | CSS                 | —         | MPC                           |
| 381019     | 2006 UQ193 | 20 out 2006 | Kitt Peak         | Spacewatch          | —         | MPC                           |
| 381020     | 2006 UE204 | 19 out 2006 | Catalina          | CSS                 | —         | MPC                           |
| 381021     | 2006 UA210 | 23 out 2006 | Kitt Peak         | Spacewatch          | —         | MPC                           |
| 381022     | 2006 UV212 | 23 out 2006 | Kitt Peak         | Spacewatch          | —         | MPC                           |
| 381023     | 2006 UB225 | 19 out 2006 | Catalina          | CSS                 | —         | MPC                           |
| 381024     | 2006 UE228 | 20 out 2006 | Mount Lemmon      | Mount Lemmon Survey | —         | MPC                           |
| 381025     | 2006 UN228 | 20 out 2006 | Palomar           | NEAT                | —         | MPC                           |
| 381026     | 2006 UQ233 | 22 out 2006 | Kitt Peak         | Spacewatch          | —         | MPC                           |
| 381027     | 2006 UW238 | 23 out 2006 | Kitt Peak         | Spacewatch          | —         | MPC                           |
| 381028     | 2006 UB259 | 28 out 2006 | Mount Lemmon      | Mount Lemmon Survey | —         | MPC                           |
| 381029     | 2006 UO329 | 23 out 2006 | Mount Lemmon      | Mount Lemmon Survey | —         | MPC                           |
| 381030     | 2006 VX7   | 10 nov 2006 | Kitt Peak         | Spacewatch          | —         | MPC                           |
| 381031     | 2006 VJ13  | 3 out 2006  | Mount Lemmon      | Mount Lemmon Survey | —         | MPC                           |
| 381032     | 2006 VP15  | 9 nov 2006  | Kitt Peak         | Spacewatch          | —         | MPC                           |
| 381033     | 2006 VB17  | 28 set 2006 | Mount Lemmon      | Mount Lemmon Survey | —         | MPC                           |
| 381034     | 2006 VR54  | 11 nov 2006 | Kitt Peak         | Spacewatch          | —         | MPC                           |
| 381035     | 2006 VU59  | 11 nov 2006 | Kitt Peak         | Spacewatch          | —         | MPC                           |
| 381036     | 2006 VD63  | 11 nov 2006 | Kitt Peak         | Spacewatch          | —         | MPC                           |
| 381037     | 2006 VO84  | 13 nov 2006 | Kitt Peak         | Spacewatch          | —         | MPC                           |
| 381038     | 2006 VT94  | 31 out 2006 | Mount Lemmon      | Mount Lemmon Survey | —         | MPC                           |
| 381039     | 2006 VP105 | 13 nov 2006 | Kitt Peak         | Spacewatch          | —         | MPC                           |
| 381040     | 2006 VJ107 | 4 out 2006  | Mount Lemmon      | Mount Lemmon Survey | —         | MPC                           |
| 381041     | 2006 VE109 | 23 out 2006 | Kitt Peak         | Spacewatch          | —         | MPC                           |
| 381042     | 2006 VP118 | 14 nov 2006 | Kitt Peak         | Spacewatch          | —         | MPC                           |
| 381043     | 2006 VL119 | 14 nov 2006 | Mount Lemmon      | Mount Lemmon Survey | —         | MPC                           |
| 381044     | 2006 VP144 | 2 out 2006  | Mount Lemmon      | Mount Lemmon Survey | —         | MPC                           |
| 381045     | 2006 VJ148 | 15 nov 2006 | Mount Lemmon      | Mount Lemmon Survey | —         | MPC                           |
| 381046     | 2006 VO148 | 15 nov 2006 | Mount Lemmon      | Mount Lemmon Survey | —         | MPC                           |
| 381047     | 2006 VD151 | 9 nov 2006  | Palomar           | NEAT                | —         | MPC                           |
| 381048     | 2006 WA1   | 17 nov 2006 | Nogales           | J.-C. Merlin        | —         | MPC                           |
| 381049     | 2006 WE3   | 16 nov 2006 | Catalina          | CSS                 | —         | MPC                           |
| 381050     | 2006 WR3   | 20 nov 2006 | Catalina          | CSS                 | —         | MPC                           |
| 381051     | 2006 WW18  | 17 nov 2006 | Kitt Peak         | Spacewatch          | —         | MPC                           |
| 381052     | 2006 WW22  | 17 nov 2006 | Mount Lemmon      | Mount Lemmon Survey | —         | MPC                           |
| 381053     | 2006 WA23  | 17 nov 2006 | Mount Lemmon      | Mount Lemmon Survey | —         | MPC                           |
| 381054     | 2006 WQ56  | 16 nov 2006 | Kitt Peak         | Spacewatch          | —         | MPC                           |
| 381055     | 2006 WR119 | 21 nov 2006 | Mount Lemmon      | Mount Lemmon Survey | —         | MPC                           |
| 381056     | 2006 WC170 | 23 nov 2006 | Kitt Peak         | Spacewatch          | —         | MPC                           |
| 381057     | 2006 WS179 | 24 nov 2006 | Mount Lemmon      | Mount Lemmon Survey | —         | MPC                           |
| 381058     | 2006 WQ195 | 30 nov 2006 | Kitt Peak         | Spacewatch          | —         | MPC                           |
| 381059     | 2006 WP202 | 26 nov 2006 | Kitt Peak         | Spacewatch          | —         | MPC                           |
| 381060     | 2006 XP9   | 9 dez 2006  | Kitt Peak         | Spacewatch          | —         | MPC                           |
| 381061     | 2006 XO15  | 10 dez 2006 | Kitt Peak         | Spacewatch          | —         | MPC                           |
| 381062     | 2006 XH53  | 14 dez 2006 | Kitt Peak         | Spacewatch          | —         | MPC                           |
| 381063     | 2006 XF58  | 14 dez 2006 | Kitt Peak         | Spacewatch          | Juno      | MPC                           |
| 381064     | 2006 XX59  | 21 nov 2006 | Mount Lemmon      | Mount Lemmon Survey | —         | MPC                           |
| 381065     | 2006 XQ60  | 14 dez 2006 | Kitt Peak         | Spacewatch          | —         | MPC                           |
| 381066     | 2006 YQ4   | 16 dez 2006 | Kitt Peak         | Spacewatch          | —         | MPC                           |
| 381067     | 2006 YH10  | 21 dez 2006 | Kitt Peak         | Spacewatch          | —         | MPC                           |
| 381068     | 2006 YP23  | 13 dez 2006 | Kitt Peak         | Spacewatch          | —         | MPC                           |
| 381069     | 2006 YT43  | 25 dez 2006 | Anderson Mesa     | LONEOS              | —         | MPC                           |
| 381070     | 2006 YV51  | 26 dez 2006 | 7300 Observatory  | W. K. Y. Yeung      | —         | MPC                           |
| 381071     | 2006 YQ53  | 26 dez 2006 | Kitt Peak         | Spacewatch          | —         | MPC                           |
| 381072     | 2007 AZ3   | 8 jan 2007  | Catalina          | CSS                 | —         | MPC                           |
| 381073     | 2007 AB11  | 9 jan 2007  | Mount Lemmon      | Mount Lemmon Survey | —         | MPC                           |
| 381074     | 2007 AX12  | 17 nov 2006 | Kitt Peak         | Spacewatch          | —         | MPC                           |
| 381075     | 2007 AC14  | 9 jan 2007  | Mount Lemmon      | Mount Lemmon Survey | —         | MPC                           |
| 381076     | 2007 AH24  | 10 jan 2007 | Mount Lemmon      | Mount Lemmon Survey | —         | MPC                           |
| 381077     | 2007 BR18  | 17 jan 2007 | Palomar           | NEAT                | —         | MPC                           |
| 381078     | 2007 BQ20  | 23 jan 2007 | Anderson Mesa     | LONEOS              | —         | MPC                           |
| 381079     | 2007 BB30  | 8 jan 2007  | Kitt Peak         | Spacewatch          | —         | MPC                           |
| 381080     | 2007 BS35  | 24 jan 2007 | Socorro           | LINEAR              | —         | MPC                           |
| 381081     | 2007 BV35  | 8 jan 2007  | Mount Lemmon      | Mount Lemmon Survey | —         | MPC                           |
| 381082     | 2007 BV36  | 24 jan 2007 | Catalina          | CSS                 | Mitidika  | MPC                           |
| 381083     | 2007 BG41  | 24 jan 2007 | Mount Lemmon      | Mount Lemmon Survey | —         | MPC                           |
| 381084     | 2007 BD43  | 9 jan 2007  | Mount Lemmon      | Mount Lemmon Survey | Mitidika  | MPC                           |
| 381085     | 2007 BJ48  | 26 jan 2007 | Kitt Peak         | Spacewatch          | —         | MPC                           |
| 381086     | 2007 BT54  | 24 jan 2007 | Socorro           | LINEAR              | —         | MPC                           |
| 381087     | 2007 BO56  | 24 jan 2007 | Socorro           | LINEAR              | —         | MPC                           |
| 381088     | 2007 BY56  | 21 dez 2006 | Kitt Peak         | Spacewatch          | —         | MPC                           |
| 381089     | 2007 BD57  | 24 jan 2007 | Socorro           | LINEAR              | —         | MPC                           |
| 381090     | 2007 BP65  | 27 jan 2007 | Mount Lemmon      | Mount Lemmon Survey | —         | MPC                           |
| 381091     | 2007 BB70  | 27 jan 2007 | Mount Lemmon      | Mount Lemmon Survey | —         | MPC                           |
| 381092     | 2007 BL77  | 17 jan 2007 | Kitt Peak         | Spacewatch          | —         | MPC                           |
| 381093     | 2007 BB79  | 27 jan 2007 | Mount Lemmon      | Mount Lemmon Survey | Mitidika  | MPC                           |
| 381094     | 2007 BN79  | 27 jan 2007 | Mount Lemmon      | Mount Lemmon Survey | —         | MPC                           |
| 381095     | 2007 CT3   | 6 fev 2007  | Kitt Peak         | Spacewatch          | —         | MPC                           |
| 381096     | 2007 CS6   | 27 nov 2006 | Mount Lemmon      | Mount Lemmon Survey | —         | MPC                           |
| 381097     | 2007 CP17  | 8 fev 2007  | Mount Lemmon      | Mount Lemmon Survey | Mitidika  | MPC                           |
| 381098     | 2007 CB22  | 6 fev 2007  | Mount Lemmon      | Mount Lemmon Survey | —         | MPC                           |
| 381099     | 2007 CD23  | 27 jan 2007 | Kitt Peak         | Spacewatch          | —         | MPC                           |
| 381100     | 2007 CS25  | 15 dez 2006 | Kitt Peak         | Spacewatch          | —         | MPC                           |

## 381101–381200
| Designação | Designação | Descoberta  | Descoberta        | Descobridor(es)     | Categoria | Mais informações / Referência |
| Permanente | Provisória | Data        | Local             | Descobridor(es)     | Categoria | Mais informações / Referência |
| ---------- | ---------- | ----------- | ----------------- | ------------------- | --------- | ----------------------------- |
| 381101     | 2007 CX34  | 6 fev 2007  | Palomar           | NEAT                | —         | MPC                           |
| 381102     | 2007 CA44  | 8 fev 2007  | Kitt Peak         | Spacewatch          | —         | MPC                           |
| 381103     | 2007 CQ52  | 10 fev 2007 | Mount Lemmon      | Mount Lemmon Survey | —         | MPC                           |
| 381104     | 2007 CU56  | 15 fev 2007 | Catalina          | CSS                 | —         | MPC                           |
| 381105     | 2007 CN65  | 10 fev 2007 | Catalina          | CSS                 | —         | MPC                           |
| 381106     | 2007 CH79  | 15 fev 2007 | Catalina          | CSS                 | —         | MPC                           |
| 381107     | 2007 DR5   | 17 fev 2007 | Kitt Peak         | Spacewatch          | —         | MPC                           |
| 381108     | 2007 DQ6   | 21 dez 2006 | Mount Lemmon      | Mount Lemmon Survey | —         | MPC                           |
| 381109     | 2007 DP8   | 17 fev 2007 | Kitt Peak         | Spacewatch          | —         | MPC                           |
| 381110     | 2007 DE12  | 16 fev 2007 | Palomar           | NEAT                | —         | MPC                           |
| 381111     | 2007 DH14  | 8 fev 2007  | Kitt Peak         | Spacewatch          | —         | MPC                           |
| 381112     | 2007 DE18  | 17 fev 2007 | Kitt Peak         | Spacewatch          | —         | MPC                           |
| 381113     | 2007 DU22  | 17 fev 2007 | Kitt Peak         | Spacewatch          | —         | MPC                           |
| 381114     | 2007 DM24  | 17 fev 2007 | Kitt Peak         | Spacewatch          | —         | MPC                           |
| 381115     | 2007 DJ28  | 7 fev 2007  | Kitt Peak         | Spacewatch          | —         | MPC                           |
| 381116     | 2007 DQ29  | 17 fev 2007 | Kitt Peak         | Spacewatch          | —         | MPC                           |
| 381117     | 2007 DA40  | 19 fev 2007 | Kitt Peak         | Spacewatch          | Juno      | MPC                           |
| 381118     | 2007 DL42  | 17 fev 2007 | Kitt Peak         | Spacewatch          | —         | MPC                           |
| 381119     | 2007 DJ49  | 22 fev 2007 | Gaisberg          | R. Gierlinger       | —         | MPC                           |
| 381120     | 2007 DY54  | 13 jan 1996 | Kitt Peak         | Spacewatch          | —         | MPC                           |
| 381121     | 2007 DP60  | 22 fev 2007 | Anderson Mesa     | LONEOS              | —         | MPC                           |
| 381122     | 2007 DL67  | 21 fev 2007 | Kitt Peak         | Spacewatch          | —         | MPC                           |
| 381123     | 2007 DJ84  | 25 fev 2007 | Catalina          | CSS                 | —         | MPC                           |
| 381124     | 2007 DE91  | 27 jan 2007 | Mount Lemmon      | Mount Lemmon Survey | Mitidika  | MPC                           |
| 381125     | 2007 DK106 | 27 fev 2007 | Kitt Peak         | Spacewatch          | —         | MPC                           |
| 381126     | 2007 DZ108 | 23 fev 2007 | Kitt Peak         | Spacewatch          | —         | MPC                           |
| 381127     | 2007 DQ111 | 25 fev 2007 | Mount Lemmon      | Mount Lemmon Survey | Phocaea   | MPC                           |
| 381128     | 2007 EV13  | 9 mar 2007  | Kitt Peak         | Spacewatch          | —         | MPC                           |
| 381129     | 2007 EL18  | 9 mar 2007  | Palomar           | NEAT                | —         | MPC                           |
| 381130     | 2007 EN23  | 10 mar 2007 | Mount Lemmon      | Mount Lemmon Survey | —         | MPC                           |
| 381131     | 2007 EH32  | 10 mar 2007 | Kitt Peak         | Spacewatch          | —         | MPC                           |
| 381132     | 2007 EG34  | 10 mar 2007 | Kitt Peak         | Spacewatch          | —         | MPC                           |
| 381133     | 2007 ER48  | 9 mar 2007  | Kitt Peak         | Spacewatch          | Phocaea   | MPC                           |
| 381134     | 2007 EW72  | 10 mar 2007 | Kitt Peak         | Spacewatch          | —         | MPC                           |
| 381135     | 2007 ED99  | 25 fev 2007 | Mount Lemmon      | Mount Lemmon Survey | Mitidika  | MPC                           |
| 381136     | 2007 EW118 | 13 mar 2007 | Mount Lemmon      | Mount Lemmon Survey | —         | MPC                           |
| 381137     | 2007 EO128 | 9 mar 2007  | Mount Lemmon      | Mount Lemmon Survey | —         | MPC                           |
| 381138     | 2007 EH144 | 12 mar 2007 | Mount Lemmon      | Mount Lemmon Survey | —         | MPC                           |
| 381139     | 2007 EL151 | 12 mar 2007 | Mount Lemmon      | Mount Lemmon Survey | —         | MPC                           |
| 381140     | 2007 EB187 | 23 fev 2007 | Kitt Peak         | Spacewatch          | —         | MPC                           |
| 381141     | 2007 EJ191 | 13 mar 2007 | Kitt Peak         | Spacewatch          | —         | MPC                           |
| 381142     | 2007 EL195 | 15 mar 2007 | Kitt Peak         | Spacewatch          | —         | MPC                           |
| 381143     | 2007 EO198 | 14 mar 2007 | Catalina          | CSS                 | —         | MPC                           |
| 381144     | 2007 EU219 | 11 mar 2007 | Mount Lemmon      | Mount Lemmon Survey | —         | MPC                           |
| 381145     | 2007 FX5   | 26 fev 2007 | Mount Lemmon      | Mount Lemmon Survey | —         | MPC                           |
| 381146     | 2007 FD33  | 20 mar 2007 | Purple Mountain   | PMO NEO             | —         | MPC                           |
| 381147     | 2007 GX1   | 10 abr 2007 | Purple Mountain   | PMO NEO             | —         | MPC                           |
| 381148     | 2007 GZ1   | 8 abr 2007  | Gaisberg          | R. Gierlinger       | —         | MPC                           |
| 381149     | 2007 GN5   | 14 abr 2007 | Bergisch Gladbach | W. Bickel           | —         | MPC                           |
| 381150     | 2007 GU11  | 11 mar 2007 | Kitt Peak         | Spacewatch          | —         | MPC                           |
| 381151     | 2007 GZ11  | 11 abr 2007 | Kitt Peak         | Spacewatch          | —         | MPC                           |
| 381152     | 2007 GC21  | 11 abr 2007 | Mount Lemmon      | Mount Lemmon Survey | —         | MPC                           |
| 381153     | 2007 GR21  | 11 abr 2007 | Kitt Peak         | Spacewatch          | —         | MPC                           |
| 381154     | 2007 GK23  | 11 abr 2007 | Kitt Peak         | Spacewatch          | —         | MPC                           |
| 381155     | 2007 GN24  | 11 abr 2007 | Kitt Peak         | Spacewatch          | —         | MPC                           |
| 381156     | 2007 GW30  | 14 abr 2007 | Mount Lemmon      | Mount Lemmon Survey | —         | MPC                           |
| 381157     | 2007 GE39  | 14 abr 2007 | Kitt Peak         | Spacewatch          | —         | MPC                           |
| 381158     | 2007 GP40  | 14 abr 2007 | Kitt Peak         | Spacewatch          | —         | MPC                           |
| 381159     | 2007 GQ56  | 15 abr 2007 | Kitt Peak         | Spacewatch          | —         | MPC                           |
| 381160     | 2007 GH71  | 11 mar 2007 | Anderson Mesa     | LONEOS              | —         | MPC                           |
| 381161     | 2007 GP73  | 15 abr 2007 | Catalina          | CSS                 | Phocaea   | MPC                           |
| 381162     | 2007 HQ18  | 16 abr 2007 | Mount Lemmon      | Mount Lemmon Survey | —         | MPC                           |
| 381163     | 2007 HF40  | 20 abr 2007 | Mount Lemmon      | Mount Lemmon Survey | —         | MPC                           |
| 381164     | 2007 HN50  | 20 abr 2007 | Kitt Peak         | Spacewatch          | —         | MPC                           |
| 381165     | 2007 HH65  | 15 abr 2007 | Catalina          | CSS                 | —         | MPC                           |
| 381166     | 2007 HY72  | 22 abr 2007 | Kitt Peak         | Spacewatch          | —         | MPC                           |
| 381167     | 2007 HV76  | 23 abr 2007 | Kitt Peak         | Spacewatch          | —         | MPC                           |
| 381168     | 2007 HC88  | 19 abr 2007 | Anderson Mesa     | LONEOS              | —         | MPC                           |
| 381169     | 2007 HM90  | 23 abr 2007 | Catalina          | CSS                 | —         | MPC                           |
| 381170     | 2007 HH95  | 25 abr 2007 | Kitt Peak         | Spacewatch          | —         | MPC                           |
| 381171     | 2007 HY97  | 25 abr 2007 | Mount Lemmon      | Mount Lemmon Survey | —         | MPC                           |
| 381172     | 2007 JW    | 11 mar 2007 | Mount Lemmon      | Mount Lemmon Survey | —         | MPC                           |
| 381173     | 2007 JU4   | 7 mai 2007  | Kitt Peak         | Spacewatch          | —         | MPC                           |
| 381174     | 2007 JT6   | 9 mai 2007  | Mount Lemmon      | Mount Lemmon Survey | —         | MPC                           |
| 381175     | 2007 JX9   | 10 mai 2007 | Calvin-Rehoboth   | L. A. Molnar        | —         | MPC                           |
| 381176     | 2007 JG14  | 25 abr 2007 | Kitt Peak         | Spacewatch          | —         | MPC                           |
| 381177     | 2007 JG20  | 11 mai 2007 | Mount Lemmon      | Mount Lemmon Survey | —         | MPC                           |
| 381178     | 2007 JM28  | 10 mai 2007 | Anderson Mesa     | LONEOS              | —         | MPC                           |
| 381179     | 2007 JU30  | 11 mai 2007 | Mount Lemmon      | Mount Lemmon Survey | —         | MPC                           |
| 381180     | 2007 LF13  | 10 jun 2007 | Kitt Peak         | Spacewatch          | —         | MPC                           |
| 381181     | 2007 LV19  | 15 jun 2007 | Siding Spring     | SSS                 | —         | MPC                           |
| 381182     | 2007 LX20  | 11 jun 2007 | Kitt Peak         | Spacewatch          | —         | MPC                           |
| 381183     | 2007 LN21  | 12 jun 2007 | Kitt Peak         | Spacewatch          | —         | MPC                           |
| 381184     | 2007 LR21  | 12 jun 2007 | Kitt Peak         | Spacewatch          | —         | MPC                           |
| 381185     | 2007 LQ28  | 4 nov 2004  | Kitt Peak         | Spacewatch          | —         | MPC                           |
| 381186     | 2007 MP13  | 22 abr 2007 | Catalina          | CSS                 | —         | MPC                           |
| 381187     | 2007 NN6   | 10 jul 2007 | Siding Spring     | SSS                 | —         | MPC                           |
| 381188     | 2007 OK6   | 20 jul 2007 | Reedy Creek       | J. Broughton        | —         | MPC                           |
| 381189     | 2007 OD11  | 19 jul 2007 | Mount Lemmon      | Mount Lemmon Survey | —         | MPC                           |
| 381190     | 2007 PO24  | 12 ago 2007 | Socorro           | LINEAR              | —         | MPC                           |
| 381191     | 2007 PN46  | 10 ago 2007 | Kitt Peak         | Spacewatch          | —         | MPC                           |
| 381192     | 2007 PX49  | 10 ago 2007 | Kitt Peak         | Spacewatch          | —         | MPC                           |
| 381193     | 2007 QP15  | 24 ago 2007 | Kitt Peak         | Spacewatch          | —         | MPC                           |
| 381194     | 2007 RQ9   | 5 jun 2007  | Catalina          | CSS                 | —         | MPC                           |
| 381195     | 2007 RH13  | 22 ago 2007 | Socorro           | LINEAR              | —         | MPC                           |
| 381196     | 2007 RM26  | 27 set 2003 | Kitt Peak         | Spacewatch          | —         | MPC                           |
| 381197     | 2007 RS31  | 12 jun 2007 | Catalina          | CSS                 | —         | MPC                           |
| 381198     | 2007 RG35  | 7 set 2007  | Bergisch Gladbac  | W. Bickel           | —         | MPC                           |
| 381199     | 2007 RT45  | 9 set 2007  | Kitt Peak         | Spacewatch          | —         | MPC                           |
| 381200     | 2007 RD49  | 9 set 2007  | Mount Lemmon      | Mount Lemmon Survey | —         | MPC                           |

## 381201–381300
| Designação       | Designação | Descoberta  | Descoberta       | Descobridor(es)      | Categoria | Mais informações / Referência |
| Permanente       | Provisória | Data        | Local            | Descobridor(es)      | Categoria | Mais informações / Referência |
| ---------------- | ---------- | ----------- | ---------------- | -------------------- | --------- | ----------------------------- |
| 381201           | 2007 RF57  | 9 set 2007  | Kitt Peak        | Spacewatch           | —         | MPC                           |
| 381202           | 2007 RL58  | 9 set 2007  | Kitt Peak        | Spacewatch           | —         | MPC                           |
| 381203           | 2007 RF70  | 10 set 2007 | Kitt Peak        | Spacewatch           | —         | MPC                           |
| 381204           | 2007 RR70  | 10 set 2007 | Kitt Peak        | Spacewatch           | —         | MPC                           |
| 381205           | 2007 RK94  | 10 set 2007 | Kitt Peak        | Spacewatch           | —         | MPC                           |
| 381206           | 2007 RD102 | 11 set 2007 | Catalina         | CSS                  | —         | MPC                           |
| 381207           | 2007 RF110 | 11 set 2007 | Mount Lemmon     | Mount Lemmon Survey  | —         | MPC                           |
| 381208           | 2007 RT125 | 12 set 2007 | Catalina         | CSS                  | —         | MPC                           |
| 381209           | 2007 RG130 | 12 set 2007 | Mount Lemmon     | Mount Lemmon Survey  | Brangane  | MPC                           |
| 381210           | 2007 RN149 | 12 set 2007 | Catalina         | CSS                  | —         | MPC                           |
| 381211           | 2007 RO160 | 12 set 2007 | Mount Lemmon     | Mount Lemmon Survey  | Ursula    | MPC                           |
| 381212           | 2007 RM167 | 24 ago 2007 | Kitt Peak        | Spacewatch           | —         | MPC                           |
| 381213           | 2007 RV173 | 10 set 2007 | Kitt Peak        | Spacewatch           | —         | MPC                           |
| 381214           | 2007 RM193 | 12 set 2007 | Kitt Peak        | Spacewatch           | —         | MPC                           |
| 381215           | 2007 RW198 | 13 set 2007 | Catalina         | CSS                  | —         | MPC                           |
| 381216           | 2007 RR206 | 10 set 2007 | Kitt Peak        | Spacewatch           | —         | MPC                           |
| 381217           | 2007 RM211 | 21 ago 2007 | Anderson Mesa    | LONEOS               | —         | MPC                           |
| 381218           | 2007 RZ212 | 12 set 2007 | Catalina         | CSS                  | —         | MPC                           |
| 381219           | 2007 RL222 | 14 set 2007 | Mount Lemmon     | Mount Lemmon Survey  | —         | MPC                           |
| 381220           | 2007 RN232 | 11 set 2007 | Kitt Peak        | Spacewatch           | —         | MPC                           |
| 381221           | 2007 RD247 | 12 set 2007 | Catalina         | CSS                  | Brangane  | MPC                           |
| 381222           | 2007 RR268 | 15 set 2007 | Kitt Peak        | Spacewatch           | —         | MPC                           |
| 381223           | 2007 RX271 | 15 set 2007 | Kitt Peak        | Spacewatch           | —         | MPC                           |
| 381224           | 2007 RZ278 | 5 set 2007  | Siding Spring    | SSS                  | —         | MPC                           |
| 381225           | 2007 RO291 | 12 set 2007 | Kitt Peak        | Spacewatch           | —         | MPC                           |
| 381226           | 2007 RV293 | 13 set 2007 | Mount Lemmon     | Mount Lemmon Survey  | —         | MPC                           |
| 381227           | 2007 RX294 | 14 set 2007 | Mount Lemmon     | Mount Lemmon Survey  | —         | MPC                           |
| 381228           | 2007 RY310 | 14 set 2007 | Catalina         | CSS                  | —         | MPC                           |
| 381229           | 2007 SM3   | 16 set 2007 | Socorro          | LINEAR               | —         | MPC                           |
| 381230           | 2007 SJ15  | 25 set 2007 | Mount Lemmon     | Mount Lemmon Survey  | Brangane  | MPC                           |
| 381231           | 2007 ST23  | 26 set 2007 | Mount Lemmon     | Mount Lemmon Survey  | —         | MPC                           |
| 381232           | 2007 TD6   | 6 out 2007  | La Sagra         | Mallorca Obs.        | —         | MPC                           |
| 381233           | 2007 TM10  | 6 out 2007  | Socorro          | LINEAR               | —         | MPC                           |
| 381234           | 2007 TT11  | 6 out 2007  | Socorro          | LINEAR               | —         | MPC                           |
| 381235           | 2007 TJ14  | 7 out 2007  | Altschwendt      | W. Ries              | —         | MPC                           |
| 381236           | 2007 TC33  | 6 out 2007  | Kitt Peak        | Spacewatch           | Brangane  | MPC                           |
| 381237           | 2007 TJ37  | 4 out 2007  | Catalina         | CSS                  | —         | MPC                           |
| 381238           | 2007 TK42  | 7 out 2007  | Mount Lemmon     | Mount Lemmon Survey  | —         | MPC                           |
| 381239           | 2007 TJ43  | 7 out 2007  | Mount Lemmon     | Mount Lemmon Survey  | Brangane  | MPC                           |
| 381240           | 2007 TR43  | 7 out 2007  | Kitt Peak        | Spacewatch           | —         | MPC                           |
| 381241           | 2007 TE44  | 7 out 2007  | Kitt Peak        | Spacewatch           | —         | MPC                           |
| 381242           | 2007 TP56  | 9 set 2007  | Mount Lemmon     | Mount Lemmon Survey  | —         | MPC                           |
| 381243           | 2007 TD63  | 7 out 2007  | Mount Lemmon     | Mount Lemmon Survey  | —         | MPC                           |
| 381244           | 2007 TQ65  | 9 out 2007  | Needville        | Needville Obs.       | —         | MPC                           |
| 381245           | 2007 TA69  | 7 out 2007  | Saint-Sulpice    | B. Christophe        | —         | MPC                           |
| 381246           | 2007 TU76  | 5 out 2007  | Kitt Peak        | Spacewatch           | —         | MPC                           |
| 381247           | 2007 TZ76  | 5 out 2007  | Kitt Peak        | Spacewatch           | Brangane  | MPC                           |
| 381248           | 2007 TF94  | 12 set 2007 | Catalina         | CSS                  | —         | MPC                           |
| 381249           | 2007 TD105 | 13 out 2007 | Calvin-Rehoboth  | Calvin–Rehoboth Obs. | —         | MPC                           |
| 381250           | 2007 TR106 | 4 out 2007  | Kitt Peak        | Spacewatch           | —         | MPC                           |
| 381251           | 2007 TG120 | 9 out 2007  | 7300 Observatory | W. K. Y. Yeung       | —         | MPC                           |
| 381252           | 2007 TK124 | 6 out 2007  | Kitt Peak        | Spacewatch           | —         | MPC                           |
| 381253           | 2007 TX125 | 6 out 2007  | Kitt Peak        | Spacewatch           | —         | MPC                           |
| 381254           | 2007 TU129 | 6 out 2007  | Kitt Peak        | Spacewatch           | Ursula    | MPC                           |
| 381255           | 2007 TQ138 | 9 out 2007  | Catalina         | CSS                  | —         | MPC                           |
| 381256           | 2007 TN153 | 9 out 2007  | Socorro          | LINEAR               | Brangane  | MPC                           |
| 381257           | 2007 TF156 | 9 out 2007  | Socorro          | LINEAR               | —         | MPC                           |
| 381258           | 2007 TR159 | 25 set 2007 | Mount Lemmon     | Mount Lemmon Survey  | —         | MPC                           |
| 381259           | 2007 TL162 | 11 out 2007 | Catalina         | CSS                  | —         | MPC                           |
| 381260 Ouellette | 2007 TD166 | 11 out 2007 | Mauna Kea        | D. D. Balam          | Brangane  | MPC                           |
| 381261           | 2007 TK176 | 5 out 2007  | Kitt Peak        | Spacewatch           | —         | MPC                           |
| 381262           | 2007 TX178 | 25 set 2007 | Mount Lemmon     | Mount Lemmon Survey  | —         | MPC                           |
| 381263           | 2007 TZ178 | 7 out 2007  | 7300             | W. K. Y. Yeung       | —         | MPC                           |
| 381264           | 2007 TY189 | 4 out 2007  | Mount Lemmon     | Mount Lemmon Survey  | —         | MPC                           |
| 381265           | 2007 TK194 | 7 out 2007  | Mount Lemmon     | Mount Lemmon Survey  | Ursula    | MPC                           |
| 381266           | 2007 TK203 | 8 out 2007  | Mount Lemmon     | Mount Lemmon Survey  | —         | MPC                           |
| 381267           | 2007 TS204 | 8 out 2007  | Mount Lemmon     | Mount Lemmon Survey  | —         | MPC                           |
| 381268           | 2007 TL213 | 25 set 2007 | Mount Lemmon     | Mount Lemmon Survey  | —         | MPC                           |
| 381269           | 2007 TS226 | 8 out 2007  | Kitt Peak        | Spacewatch           | —         | MPC                           |
| 381270           | 2007 TO228 | 8 out 2007  | Kitt Peak        | Spacewatch           | —         | MPC                           |
| 381271           | 2007 TK231 | 8 out 2007  | Mount Lemmon     | Mount Lemmon Survey  | —         | MPC                           |
| 381272           | 2007 TD236 | 9 out 2007  | Mount Lemmon     | Mount Lemmon Survey  | —         | MPC                           |
| 381273           | 2007 TX245 | 9 out 2007  | Catalina         | CSS                  | —         | MPC                           |
| 381274           | 2007 TO257 | 10 out 2007 | Kitt Peak        | Spacewatch           | —         | MPC                           |
| 381275           | 2007 TH282 | 8 out 2007  | Mount Lemmon     | Mount Lemmon Survey  | Brangane  | MPC                           |
| 381276           | 2007 TL287 | 11 out 2007 | Catalina         | CSS                  | —         | MPC                           |
| 381277           | 2007 TP290 | 12 out 2007 | Mount Lemmon     | Mount Lemmon Survey  | —         | MPC                           |
| 381278           | 2007 TJ304 | 12 out 2007 | Mount Lemmon     | Mount Lemmon Survey  | —         | MPC                           |
| 381279           | 2007 TR317 | 12 out 2007 | Kitt Peak        | Spacewatch           | Ursula    | MPC                           |
| 381280           | 2007 TM328 | 11 out 2007 | Kitt Peak        | Spacewatch           | —         | MPC                           |
| 381281           | 2007 TS337 | 13 out 2007 | Catalina         | CSS                  | —         | MPC                           |
| 381282           | 2007 TU355 | 11 out 2007 | Catalina         | CSS                  | —         | MPC                           |
| 381283           | 2007 TL380 | 14 out 2007 | Mount Lemmon     | Mount Lemmon Survey  | —         | MPC                           |
| 381284           | 2007 TW399 | 15 out 2007 | Kitt Peak        | Spacewatch           | Brangane  | MPC                           |
| 381285           | 2007 TO414 | 15 out 2007 | Catalina         | CSS                  | —         | MPC                           |
| 381286           | 2007 TS420 | 10 out 2007 | Catalina         | CSS                  | —         | MPC                           |
| 381287           | 2007 TO422 | 8 out 2007  | Kitt Peak        | Spacewatch           | —         | MPC                           |
| 381288           | 2007 TR423 | 6 out 2007  | Kitt Peak        | Spacewatch           | —         | MPC                           |
| 381289           | 2007 TV427 | 10 out 2007 | Catalina         | CSS                  | —         | MPC                           |
| 381290           | 2007 TS441 | 8 out 2007  | Catalina         | CSS                  | —         | MPC                           |
| 381291           | 2007 TZ441 | 9 out 2007  | Mount Lemmon     | Mount Lemmon Survey  | —         | MPC                           |
| 381292           | 2007 TL448 | 8 out 2007  | Catalina         | CSS                  | —         | MPC                           |
| 381293           | 2007 TM450 | 12 out 2007 | Catalina         | CSS                  | —         | MPC                           |
| 381294           | 2007 UL1   | 16 out 2007 | Bisei SG Center  | BATTeRS              | Brangane  | MPC                           |
| 381295           | 2007 UY17  | 16 out 2007 | Catalina         | CSS                  | —         | MPC                           |
| 381296           | 2007 UO25  | 16 out 2007 | Kitt Peak        | Spacewatch           | —         | MPC                           |
| 381297           | 2007 UE33  | 16 out 2007 | Catalina         | CSS                  | —         | MPC                           |
| 381298           | 2007 UL33  | 16 out 2007 | Catalina         | CSS                  | —         | MPC                           |
| 381299           | 2007 UG39  | 13 out 2007 | Kitt Peak        | Spacewatch           | Ursula    | MPC                           |
| 381300           | 2007 UK46  | 20 out 2007 | Catalina         | CSS                  | —         | MPC                           |

## 381301–381400
| Designação | Designação | Descoberta  | Descoberta   | Descobridor(es)     | Categoria | Mais informações / Referência |
| Permanente | Provisória | Data        | Local        | Descobridor(es)     | Categoria | Mais informações / Referência |
| ---------- | ---------- | ----------- | ------------ | ------------------- | --------- | ----------------------------- |
| 381301     | 2007 UQ53  | 30 out 2007 | Kitt Peak    | Spacewatch          | —         | MPC                           |
| 381302     | 2007 UX86  | 30 out 2007 | Kitt Peak    | Spacewatch          | —         | MPC                           |
| 381303     | 2007 UU106 | 31 out 2007 | Mount Lemmon | Mount Lemmon Survey | —         | MPC                           |
| 381304     | 2007 VZ3   | 2 nov 2007  | Dauban       | Chante-Perdrix Obs. | —         | MPC                           |
| 381305     | 2007 VT17  | 1 nov 2007  | Mount Lemmon | Mount Lemmon Survey | —         | MPC                           |
| 381306     | 2007 VX30  | 25 set 2007 | Mount Lemmon | Mount Lemmon Survey | —         | MPC                           |
| 381307     | 2007 VB38  | 2 nov 2007  | Mount Lemmon | Mount Lemmon Survey | —         | MPC                           |
| 381308     | 2007 VV43  | 1 nov 2007  | Kitt Peak    | Spacewatch          | —         | MPC                           |
| 381309     | 2007 VH56  | 1 nov 2007  | Kitt Peak    | Spacewatch          | —         | MPC                           |
| 381310     | 2007 VJ90  | 4 nov 2007  | Socorro      | LINEAR              | —         | MPC                           |
| 381311     | 2007 VG93  | 3 nov 2007  | Socorro      | LINEAR              | —         | MPC                           |
| 381312     | 2007 VW103 | 10 out 2007 | Kitt Peak    | Spacewatch          | —         | MPC                           |
| 381313     | 2007 VO118 | 4 nov 2007  | Mount Lemmon | Mount Lemmon Survey | —         | MPC                           |
| 381314     | 2007 VP141 | 4 nov 2007  | Kitt Peak    | Spacewatch          | —         | MPC                           |
| 381315     | 2007 VH169 | 5 nov 2007  | Kitt Peak    | Spacewatch          | —         | MPC                           |
| 381316     | 2007 VU177 | 7 nov 2007  | Mount Lemmon | Mount Lemmon Survey | —         | MPC                           |
| 381317     | 2007 VE204 | 9 nov 2007  | Kitt Peak    | Spacewatch          | —         | MPC                           |
| 381318     | 2007 VX213 | 9 nov 2007  | Kitt Peak    | Spacewatch          | —         | MPC                           |
| 381319     | 2007 VM223 | 7 nov 2007  | Catalina     | CSS                 | —         | MPC                           |
| 381320     | 2007 VQ226 | 9 nov 2007  | Mount Lemmon | Mount Lemmon Survey | —         | MPC                           |
| 381321     | 2007 VU228 | 7 nov 2007  | Kitt Peak    | Spacewatch          | —         | MPC                           |
| 381322     | 2007 VA251 | 9 nov 2007  | Catalina     | CSS                 | —         | MPC                           |
| 381323     | 2007 VV252 | 9 out 2007  | XuYi         | PMO NEO             | —         | MPC                           |
| 381324     | 2007 VM265 | 13 nov 2007 | Kitt Peak    | Spacewatch          | —         | MPC                           |
| 381325     | 2007 VT270 | 15 nov 2007 | Mount Lemmon | Mount Lemmon Survey | —         | MPC                           |
| 381326     | 2007 VN276 | 2 nov 2007  | Kitt Peak    | Spacewatch          | —         | MPC                           |
| 381327     | 2007 VQ279 | 14 nov 2007 | Kitt Peak    | Spacewatch          | —         | MPC                           |
| 381328     | 2007 VW287 | 12 nov 2007 | Mount Lemmon | Mount Lemmon Survey | —         | MPC                           |
| 381329     | 2007 VC303 | 3 nov 2007  | Catalina     | CSS                 | —         | MPC                           |
| 381330     | 2007 VO323 | 4 nov 2007  | Mount Lemmon | Mount Lemmon Survey | —         | MPC                           |
| 381331     | 2007 VS327 | 8 nov 2007  | Socorro      | LINEAR              | —         | MPC                           |
| 381332     | 2007 WN63  | 21 nov 2007 | Catalina     | CSS                 | —         | MPC                           |
| 381333     | 2007 XK13  | 4 dez 2007  | Catalina     | CSS                 | —         | MPC                           |
| 381334     | 2007 XN56  | 3 dez 2007  | Socorro      | LINEAR              | —         | MPC                           |
| 381335     | 2007 YE33  | 28 dez 2007 | Kitt Peak    | Spacewatch          | —         | MPC                           |
| 381336     | 2008 AN61  | 11 jan 2008 | Kitt Peak    | Spacewatch          | —         | MPC                           |
| 381337     | 2008 AJ106 | 15 jan 2008 | Mount Lemmon | Mount Lemmon Survey | —         | MPC                           |
| 381338     | 2008 BP30  | 30 jan 2008 | Mount Lemmon | Mount Lemmon Survey | —         | MPC                           |
| 381339     | 2008 BQ46  | 30 jan 2008 | Mount Lemmon | Mount Lemmon Survey | —         | MPC                           |
| 381340     | 2008 BZ47  | 16 jan 2008 | Kitt Peak    | Spacewatch          | —         | MPC                           |
| 381341     | 2008 CU13  | 10 mar 2005 | Kitt Peak    | Spacewatch          | —         | MPC                           |
| 381342     | 2008 CH17  | 3 fev 2008  | Kitt Peak    | Spacewatch          | —         | MPC                           |
| 381343     | 2008 CG25  | 1 fev 2008  | Kitt Peak    | Spacewatch          | —         | MPC                           |
| 381344     | 2008 CM49  | 11 jan 2008 | Kitt Peak    | Spacewatch          | —         | MPC                           |
| 381345     | 2008 CW69  | 8 fev 2008  | Dauban       | F. Kugel            | —         | MPC                           |
| 381346     | 2008 CY102 | 9 fev 2008  | Mount Lemmon | Mount Lemmon Survey | —         | MPC                           |
| 381347     | 2008 CH122 | 7 fev 2008  | Kitt Peak    | Spacewatch          | —         | MPC                           |
| 381348     | 2008 CC133 | 8 fev 2008  | Kitt Peak    | Spacewatch          | —         | MPC                           |
| 381349     | 2008 CK133 | 8 fev 2008  | Kitt Peak    | Spacewatch          | —         | MPC                           |
| 381350     | 2008 CV159 | 9 fev 2008  | Kitt Peak    | Spacewatch          | —         | MPC                           |
| 381351     | 2008 CE175 | 6 fev 2008  | Socorro      | LINEAR              | —         | MPC                           |
| 381352     | 2008 CR192 | 3 fev 2008  | Kitt Peak    | Spacewatch          | —         | MPC                           |
| 381353     | 2008 CY211 | 7 fev 2008  | Kitt Peak    | Spacewatch          | —         | MPC                           |
| 381354     | 2008 CC215 | 12 fev 2008 | Mount Lemmon | Mount Lemmon Survey | —         | MPC                           |
| 381355     | 2008 DU15  | 27 fev 2008 | Kitt Peak    | Spacewatch          | —         | MPC                           |
| 381356     | 2008 DS19  | 27 fev 2008 | Mount Lemmon | Mount Lemmon Survey | —         | MPC                           |
| 381357     | 2008 DP31  | 27 fev 2008 | Kitt Peak    | Spacewatch          | —         | MPC                           |
| 381358     | 2008 DA58  | 28 fev 2008 | Catalina     | CSS                 | —         | MPC                           |
| 381359     | 2008 DP58  | 26 fev 2008 | Kitt Peak    | Spacewatch          | —         | MPC                           |
| 381360     | 2008 DV78  | 28 fev 2008 | Lulin        | LUSS                | —         | MPC                           |
| 381361     | 2008 DH88  | 18 fev 2008 | Mount Lemmon | Mount Lemmon Survey | —         | MPC                           |
| 381362     | 2008 EP15  | 1 mar 2008  | Kitt Peak    | Spacewatch          | —         | MPC                           |
| 381363     | 2008 EZ21  | 2 mar 2008  | Kitt Peak    | Spacewatch          | —         | MPC                           |
| 381364     | 2008 EB24  | 3 mar 2008  | Mount Lemmon | Mount Lemmon Survey | —         | MPC                           |
| 381365     | 2008 EA38  | 4 mar 2008  | Kitt Peak    | Spacewatch          | —         | MPC                           |
| 381366     | 2008 EK71  | 9 fev 2008  | Kitt Peak    | Spacewatch          | —         | MPC                           |
| 381367     | 2008 EM79  | 8 mar 2008  | Mount Lemmon | Mount Lemmon Survey | —         | MPC                           |
| 381368     | 2008 EZ88  | 8 mar 2008  | Socorro      | LINEAR              | —         | MPC                           |
| 381369     | 2008 EQ111 | 10 fev 2008 | Kitt Peak    | Spacewatch          | —         | MPC                           |
| 381370     | 2008 EY116 | 8 mar 2008  | Kitt Peak    | Spacewatch          | —         | MPC                           |
| 381371     | 2008 EF146 | 11 mar 2008 | Mount Lemmon | Mount Lemmon Survey | —         | MPC                           |
| 381372     | 2008 EZ157 | 1 mar 2008  | Kitt Peak    | Spacewatch          | Juno      | MPC                           |
| 381373     | 2008 FK23  | 27 mar 2008 | Kitt Peak    | Spacewatch          | —         | MPC                           |
| 381374     | 2008 FO33  | 28 mar 2008 | Mount Lemmon | Mount Lemmon Survey | —         | MPC                           |
| 381375     | 2008 FE39  | 28 mar 2008 | Kitt Peak    | Spacewatch          | —         | MPC                           |
| 381376     | 2008 FG40  | 28 mar 2008 | Kitt Peak    | Spacewatch          | Mitidika  | MPC                           |
| 381377     | 2008 FE55  | 28 mar 2008 | Mount Lemmon | Mount Lemmon Survey | —         | MPC                           |
| 381378     | 2008 FC72  | 30 mar 2008 | Kitt Peak    | Spacewatch          | —         | MPC                           |
| 381379     | 2008 FH101 | 30 mar 2008 | Kitt Peak    | Spacewatch          | —         | MPC                           |
| 381380     | 2008 FA109 | 31 mar 2008 | Mount Lemmon | Mount Lemmon Survey | —         | MPC                           |
| 381381     | 2008 FB119 | 31 mar 2008 | Mount Lemmon | Mount Lemmon Survey | —         | MPC                           |
| 381382     | 2008 FM124 | 30 mar 2008 | Kitt Peak    | Spacewatch          | Mitidika  | MPC                           |
| 381383     | 2008 FO131 | 26 mar 2008 | Mount Lemmon | Mount Lemmon Survey | —         | MPC                           |
| 381384     | 2008 FH135 | 31 mar 2008 | Kitt Peak    | Spacewatch          | —         | MPC                           |
| 381385     | 2008 GZ1   | 5 abr 2008  | Socorro      | LINEAR              | —         | MPC                           |
| 381386     | 2008 GK28  | 3 abr 2008  | Kitt Peak    | Spacewatch          | —         | MPC                           |
| 381387     | 2008 GW31  | 3 abr 2008  | Kitt Peak    | Spacewatch          | —         | MPC                           |
| 381388     | 2008 GR32  | 3 abr 2008  | Kitt Peak    | Spacewatch          | —         | MPC                           |
| 381389     | 2008 GD34  | 3 abr 2008  | Mount Lemmon | Mount Lemmon Survey | Mitidika  | MPC                           |
| 381390     | 2008 GP40  | 4 abr 2008  | Kitt Peak    | Spacewatch          | —         | MPC                           |
| 381391     | 2008 GW40  | 26 mar 2008 | Kitt Peak    | Spacewatch          | —         | MPC                           |
| 381392     | 2008 GN42  | 4 abr 2008  | Kitt Peak    | Spacewatch          | —         | MPC                           |
| 381393     | 2008 GQ54  | 5 abr 2008  | Mount Lemmon | Mount Lemmon Survey | Mitidika  | MPC                           |
| 381394     | 2008 GQ62  | 5 abr 2008  | Catalina     | CSS                 | —         | MPC                           |
| 381395     | 2008 GC64  | 5 abr 2008  | Catalina     | CSS                 | —         | MPC                           |
| 381396     | 2008 GN68  | 6 abr 2008  | Kitt Peak    | Spacewatch          | —         | MPC                           |
| 381397     | 2008 GH78  | 7 abr 2008  | Kitt Peak    | Spacewatch          | —         | MPC                           |
| 381398     | 2008 GM95  | 8 abr 2008  | Kitt Peak    | Spacewatch          | —         | MPC                           |
| 381399     | 2008 GK98  | 27 mar 2008 | Kitt Peak    | Spacewatch          | —         | MPC                           |
| 381400     | 2008 GR105 | 11 abr 2008 | Catalina     | CSS                 | —         | MPC                           |

## 381401–381500
| Designação       | Designação | Descoberta  | Descoberta       | Descobridor(es)        | Categoria | Mais informações / Referência |
| Permanente       | Provisória | Data        | Local            | Descobridor(es)        | Categoria | Mais informações / Referência |
| ---------------- | ---------- | ----------- | ---------------- | ---------------------- | --------- | ----------------------------- |
| 381401           | 2008 GL112 | 11 abr 2008 | Mount Lemmon     | Mount Lemmon Survey    | —         | MPC                           |
| 381402           | 2008 GQ119 | 11 abr 2008 | Kitt Peak        | Spacewatch             | —         | MPC                           |
| 381403           | 2008 GN124 | 11 mar 2008 | Mount Lemmon     | Mount Lemmon Survey    | —         | MPC                           |
| 381404           | 2008 GO145 | 7 abr 2008  | Kitt Peak        | Spacewatch             | —         | MPC                           |
| 381405           | 2008 HJ14  | 25 abr 2008 | Kitt Peak        | Spacewatch             | —         | MPC                           |
| 381406           | 2008 HQ32  | 29 abr 2008 | Mount Lemmon     | Mount Lemmon Survey    | —         | MPC                           |
| 381407           | 2008 HJ35  | 28 abr 2008 | Kitt Peak        | Spacewatch             | —         | MPC                           |
| 381408           | 2008 HU40  | 26 abr 2008 | Mount Lemmon     | Mount Lemmon Survey    | —         | MPC                           |
| 381409           | 2008 HM47  | 13 abr 2008 | Mount Lemmon     | Mount Lemmon Survey    | —         | MPC                           |
| 381410           | 2008 HV56  | 30 abr 2008 | Kitt Peak        | Spacewatch             | —         | MPC                           |
| 381411           | 2008 JE7   | 2 mai 2008  | Kitt Peak        | Spacewatch             | —         | MPC                           |
| 381412           | 2008 JE12  | 3 mai 2008  | Kitt Peak        | Spacewatch             | —         | MPC                           |
| 381413           | 2008 JM32  | 7 mai 2008  | Kitt Peak        | Spacewatch             | —         | MPC                           |
| 381414           | 2008 JK37  | 3 mai 2008  | Mount Lemmon     | Mount Lemmon Survey    | —         | MPC                           |
| 381415           | 2008 KY7   | 27 mai 2008 | Kitt Peak        | Spacewatch             | —         | MPC                           |
| 381416           | 2008 KX8   | 27 mai 2008 | Kitt Peak        | Spacewatch             | —         | MPC                           |
| 381417           | 2008 KJ11  | 29 mai 2008 | Mount Lemmon     | Mount Lemmon Survey    | —         | MPC                           |
| 381418           | 2008 KQ29  | 29 mai 2008 | Kitt Peak        | Spacewatch             | —         | MPC                           |
| 381419           | 2008 KE43  | 29 mai 2008 | Kitt Peak        | Spacewatch             | —         | MPC                           |
| 381420           | 2008 LS2   | 1 jun 2008  | Kitt Peak        | Spacewatch             | —         | MPC                           |
| 381421           | 2008 LZ10  | 6 jun 2008  | Kitt Peak        | Spacewatch             | —         | MPC                           |
| 381422           | 2008 LN13  | 7 jun 2008  | Kitt Peak        | Spacewatch             | —         | MPC                           |
| 381423           | 2008 MY1   | 4 jun 2008  | Mount Lemmon     | Mount Lemmon Survey    | —         | MPC                           |
| 381424           | 2008 MC5   | 29 jun 2008 | Siding Spring    | SSS                    | Themis    | MPC                           |
| 381425           | 2008 NB3   | 10 jul 2008 | La Sagra         | Mallorca Obs.          | —         | MPC                           |
| 381426           | 2008 OM10  | 30 jul 2008 | Catalina         | CSS                    | —         | MPC                           |
| 381427           | 2008 OD13  | 29 jul 2008 | La Sagra         | Mallorca Obs.          | —         | MPC                           |
| 381428           | 2008 OJ22  | 30 jul 2008 | Kitt Peak        | Spacewatch             | —         | MPC                           |
| 381429           | 2008 OT23  | 30 jul 2008 | Kitt Peak        | Spacewatch             | —         | MPC                           |
| 381430           | 2008 OU23  | 30 jul 2008 | Kitt Peak        | Spacewatch             | —         | MPC                           |
| 381431           | 2008 PW9   | 5 ago 2008  | Cerro Burek      | Alianza S4 Obs.        | Eos       | MPC                           |
| 381432           | 2008 PJ14  | 10 ago 2008 | Dauban           | F. Kugel               | —         | MPC                           |
| 381433           | 2008 PJ18  | 10 ago 2008 | Vicques          | M. Ory                 | —         | MPC                           |
| 381434           | 2008 PM19  | 7 ago 2008  | Kitt Peak        | Spacewatch             | —         | MPC                           |
| 381435           | 2008 QG4   | 20 ago 2008 | Kitt Peak        | Spacewatch             | —         | MPC                           |
| 381436           | 2008 QA5   | 22 ago 2008 | Kitt Peak        | Spacewatch             | —         | MPC                           |
| 381437           | 2008 QN9   | 25 ago 2008 | La Sagra         | Mallorca Obs.          | —         | MPC                           |
| 381438           | 2008 QR9   | 26 ago 2008 | La Sagra         | Mallorca Obs.          | —         | MPC                           |
| 381439           | 2008 QS9   | 26 ago 2008 | La Sagra         | Mallorca Obs.          | —         | MPC                           |
| 381440           | 2008 QP10  | 26 ago 2008 | La Sagra         | Mallorca Obs.          | —         | MPC                           |
| 381441           | 2008 QP16  | 25 ago 2008 | La Sagra         | Mallorca Obs.          | —         | MPC                           |
| 381442           | 2008 QH30  | 30 ago 2008 | Socorro          | LINEAR                 | —         | MPC                           |
| 381443           | 2008 QJ31  | 30 ago 2008 | Socorro          | LINEAR                 | —         | MPC                           |
| 381444           | 2008 QV32  | 30 ago 2008 | Uccle            | T. Pauwels, E. W. Elst | —         | MPC                           |
| 381445           | 2008 QN33  | 30 ago 2008 | Altschwendt      | W. Ries                | —         | MPC                           |
| 381446           | 2008 QL44  | 24 ago 2008 | Socorro          | LINEAR                 | —         | MPC                           |
| 381447           | 2008 RH13  | 4 set 2008  | Kitt Peak        | Spacewatch             | —         | MPC                           |
| 381448           | 2008 RK16  | 4 set 2008  | Kitt Peak        | Spacewatch             | Eos       | MPC                           |
| 381449           | 2008 RY18  | 4 set 2008  | Kitt Peak        | Spacewatch             | —         | MPC                           |
| 381450           | 2008 RV19  | 4 set 2008  | Kitt Peak        | Spacewatch             | —         | MPC                           |
| 381451           | 2008 RA23  | 2 set 2008  | Kitt Peak        | Spacewatch             | —         | MPC                           |
| 381452           | 2008 RE25  | 3 set 2008  | Kitt Peak        | Spacewatch             | —         | MPC                           |
| 381453           | 2008 RO26  | 8 set 2008  | Taunus           | R. Kling, U. Zimmer    | —         | MPC                           |
| 381454           | 2008 RN35  | 2 set 2008  | Kitt Peak        | Spacewatch             | —         | MPC                           |
| 381455           | 2008 RA42  | 2 set 2008  | Kitt Peak        | Spacewatch             | —         | MPC                           |
| 381456           | 2008 RB44  | 2 set 2008  | Kitt Peak        | Spacewatch             | —         | MPC                           |
| 381457           | 2008 RM53  | 3 set 2008  | Kitt Peak        | Spacewatch             | —         | MPC                           |
| 381458 Moiseenko | 2008 RG78  | 2 set 2008  | Zelenchukskaya   | Zelenchukskaya Stn.    | —         | MPC                           |
| 381459           | 2008 RE85  | 4 set 2008  | Kitt Peak        | Spacewatch             | —         | MPC                           |
| 381460           | 2008 RJ86  | 5 set 2008  | Kitt Peak        | Spacewatch             | —         | MPC                           |
| 381461           | 2008 RO94  | 7 set 2008  | Mount Lemmon     | Mount Lemmon Survey    | —         | MPC                           |
| 381462           | 2008 RC104 | 5 set 2008  | Kitt Peak        | Spacewatch             | —         | MPC                           |
| 381463           | 2008 RH114 | 6 set 2008  | Mount Lemmon     | Mount Lemmon Survey    | —         | MPC                           |
| 381464           | 2008 RC115 | 6 set 2008  | Mount Lemmon     | Mount Lemmon Survey    | Eos       | MPC                           |
| 381465           | 2008 RS115 | 7 set 2008  | Mount Lemmon     | Mount Lemmon Survey    | —         | MPC                           |
| 381466           | 2008 RA118 | 9 set 2008  | Mount Lemmon     | Mount Lemmon Survey    | —         | MPC                           |
| 381467           | 2008 RX119 | 4 set 2008  | Kitt Peak        | Spacewatch             | —         | MPC                           |
| 381468           | 2008 RQ120 | 6 set 2008  | Kitt Peak        | Spacewatch             | —         | MPC                           |
| 381469           | 2008 RE129 | 9 set 2008  | Mount Lemmon     | Mount Lemmon Survey    | —         | MPC                           |
| 381470           | 2008 RS130 | 8 set 2008  | Catalina         | CSS                    | Eos       | MPC                           |
| 381471           | 2008 RN137 | 5 set 2008  | Socorro          | LINEAR                 | —         | MPC                           |
| 381472           | 2008 RQ137 | 5 set 2008  | Kitt Peak        | Spacewatch             | —         | MPC                           |
| 381473           | 2008 RV141 | 7 set 2008  | Mount Lemmon     | Mount Lemmon Survey    | —         | MPC                           |
| 381474           | 2008 SQ5   | 22 set 2008 | Socorro          | LINEAR                 | Eos       | MPC                           |
| 381475           | 2008 SM6   | 22 set 2008 | Socorro          | LINEAR                 | —         | MPC                           |
| 381476           | 2008 SA20  | 19 set 2008 | Kitt Peak        | Spacewatch             | —         | MPC                           |
| 381477           | 2008 SK32  | 20 set 2008 | Kitt Peak        | Spacewatch             | —         | MPC                           |
| 381478           | 2008 SR32  | 20 set 2008 | Kitt Peak        | Spacewatch             | —         | MPC                           |
| 381479           | 2008 SW39  | 20 set 2008 | Kitt Peak        | Spacewatch             | —         | MPC                           |
| 381480           | 2008 SV42  | 20 set 2008 | Kitt Peak        | Spacewatch             | —         | MPC                           |
| 381481           | 2008 SZ59  | 20 set 2008 | Catalina         | CSS                    | —         | MPC                           |
| 381482           | 2008 SL64  | 21 set 2008 | Kitt Peak        | Spacewatch             | —         | MPC                           |
| 381483           | 2008 SW67  | 21 set 2008 | Catalina         | CSS                    | —         | MPC                           |
| 381484           | 2008 SA69  | 22 set 2008 | Kitt Peak        | Spacewatch             | —         | MPC                           |
| 381485           | 2008 SM70  | 22 set 2008 | Mount Lemmon     | Mount Lemmon Survey    | —         | MPC                           |
| 381486           | 2008 SE71  | 22 set 2008 | Goodricke-Pigott | R. A. Tucker           | —         | MPC                           |
| 381487           | 2008 SR79  | 23 set 2008 | Mount Lemmon     | Mount Lemmon Survey    | —         | MPC                           |
| 381488           | 2008 SO82  | 25 set 2008 | Hibiscus         | S. F. Hönig, N. Teamo  | —         | MPC                           |
| 381489           | 2008 SR84  | 28 set 2008 | Prairie Grass    | J. Mahony              | —         | MPC                           |
| 381490           | 2008 SN86  | 20 set 2008 | Kitt Peak        | Spacewatch             | —         | MPC                           |
| 381491           | 2008 SA88  | 20 set 2008 | Catalina         | CSS                    | —         | MPC                           |
| 381492           | 2008 SV90  | 21 set 2008 | Kitt Peak        | Spacewatch             | —         | MPC                           |
| 381493           | 2008 SS99  | 21 set 2008 | Kitt Peak        | Spacewatch             | —         | MPC                           |
| 381494           | 2008 SK102 | 21 set 2008 | Kitt Peak        | Spacewatch             | —         | MPC                           |
| 381495           | 2008 SG103 | 21 set 2008 | Mount Lemmon     | Mount Lemmon Survey    | —         | MPC                           |
| 381496           | 2008 SP109 | 22 set 2008 | Mount Lemmon     | Mount Lemmon Survey    | —         | MPC                           |
| 381497           | 2008 SK116 | 22 set 2008 | Kitt Peak        | Spacewatch             | —         | MPC                           |
| 381498           | 2008 SU116 | 22 set 2008 | Mount Lemmon     | Mount Lemmon Survey    | —         | MPC                           |
| 381499           | 2008 SJ118 | 22 set 2008 | Mount Lemmon     | Mount Lemmon Survey    | —         | MPC                           |
| 381500           | 2008 SF123 | 22 set 2008 | Mount Lemmon     | Mount Lemmon Survey    | —         | MPC                           |

## 381501–381600
| Designação | Designação | Descoberta  | Descoberta      | Descobridor(es)     | Categoria | Mais informações / Referência |
| Permanente | Provisória | Data        | Local           | Descobridor(es)     | Categoria | Mais informações / Referência |
| ---------- | ---------- | ----------- | --------------- | ------------------- | --------- | ----------------------------- |
| 381501     | 2008 SW123 | 22 set 2008 | Mount Lemmon    | Mount Lemmon Survey | —         | MPC                           |
| 381502     | 2008 SG124 | 22 set 2008 | Mount Lemmon    | Mount Lemmon Survey | —         | MPC                           |
| 381503     | 2008 SC125 | 22 set 2008 | Mount Lemmon    | Mount Lemmon Survey | —         | MPC                           |
| 381504     | 2008 SY129 | 22 set 2008 | Kitt Peak       | Spacewatch          | —         | MPC                           |
| 381505     | 2008 SY132 | 22 set 2008 | Kitt Peak       | Spacewatch          | Maria     | MPC                           |
| 381506     | 2008 SO143 | 24 set 2008 | Mount Lemmon    | Mount Lemmon Survey | —         | MPC                           |
| 381507     | 2008 SB144 | 24 set 2008 | Catalina        | CSS                 | —         | MPC                           |
| 381508     | 2008 SA152 | 22 set 2008 | Bisei SG Center | BATTeRS             | —         | MPC                           |
| 381509     | 2008 SL155 | 23 set 2008 | Socorro         | LINEAR              | —         | MPC                           |
| 381510     | 2008 SW162 | 28 set 2008 | Socorro         | LINEAR              | —         | MPC                           |
| 381511     | 2008 SX166 | 22 set 2008 | Kitt Peak       | Spacewatch          | —         | MPC                           |
| 381512     | 2008 SK172 | 21 set 2008 | Catalina        | CSS                 | —         | MPC                           |
| 381513     | 2008 SB173 | 22 set 2008 | Mount Lemmon    | Mount Lemmon Survey | —         | MPC                           |
| 381514     | 2008 SL173 | 22 set 2008 | Catalina        | CSS                 | —         | MPC                           |
| 381515     | 2008 SH178 | 23 set 2008 | Kitt Peak       | Spacewatch          | —         | MPC                           |
| 381516     | 2008 SR180 | 24 set 2008 | Kitt Peak       | Spacewatch          | —         | MPC                           |
| 381517     | 2008 SK191 | 25 set 2008 | Mount Lemmon    | Mount Lemmon Survey | —         | MPC                           |
| 381518     | 2008 SU192 | 25 set 2008 | Kitt Peak       | Spacewatch          | —         | MPC                           |
| 381519     | 2008 SL196 | 25 set 2008 | Kitt Peak       | Spacewatch          | —         | MPC                           |
| 381520     | 2008 SV196 | 25 set 2008 | Kitt Peak       | Spacewatch          | —         | MPC                           |
| 381521     | 2008 SO217 | 29 set 2008 | Kitt Peak       | Spacewatch          | —         | MPC                           |
| 381522     | 2008 SV218 | 30 set 2008 | La Sagra        | Mallorca Obs.       | —         | MPC                           |
| 381523     | 2008 SB219 | 30 set 2008 | La Sagra        | Mallorca Obs.       | —         | MPC                           |
| 381524     | 2008 SY222 | 25 set 2008 | Mount Lemmon    | Mount Lemmon Survey | —         | MPC                           |
| 381525     | 2008 SE227 | 28 set 2008 | Mount Lemmon    | Mount Lemmon Survey | —         | MPC                           |
| 381526     | 2008 SV229 | 28 set 2008 | Mount Lemmon    | Mount Lemmon Survey | —         | MPC                           |
| 381527     | 2008 SC231 | 5 set 2008  | Kitt Peak       | Spacewatch          | —         | MPC                           |
| 381528     | 2008 SV236 | 29 set 2008 | Kitt Peak       | Spacewatch          | —         | MPC                           |
| 381529     | 2008 SP250 | 23 set 2008 | Kitt Peak       | Spacewatch          | —         | MPC                           |
| 381530     | 2008 SU253 | 22 set 2008 | Kitt Peak       | Spacewatch          | —         | MPC                           |
| 381531     | 2008 SL262 | 24 set 2008 | Kitt Peak       | Spacewatch          | —         | MPC                           |
| 381532     | 2008 SL275 | 23 set 2008 | Kitt Peak       | Spacewatch          | —         | MPC                           |
| 381533     | 2008 SS286 | 22 set 2008 | Catalina        | CSS                 | —         | MPC                           |
| 381534     | 2008 SY287 | 23 set 2008 | Mount Lemmon    | Mount Lemmon Survey | —         | MPC                           |
| 381535     | 2008 SL291 | 22 set 2008 | Catalina        | CSS                 | —         | MPC                           |
| 381536     | 2008 SG299 | 22 set 2008 | Socorro         | LINEAR              | —         | MPC                           |
| 381537     | 2008 SO301 | 23 set 2008 | Kitt Peak       | Spacewatch          | —         | MPC                           |
| 381538     | 2008 SS301 | 23 set 2008 | Socorro         | LINEAR              | —         | MPC                           |
| 381539     | 2008 SG302 | 23 set 2008 | Mount Lemmon    | Mount Lemmon Survey | —         | MPC                           |
| 381540     | 2008 SC303 | 24 set 2008 | Mount Lemmon    | Mount Lemmon Survey | —         | MPC                           |
| 381541     | 2008 SB304 | 24 set 2008 | Mount Lemmon    | Mount Lemmon Survey | —         | MPC                           |
| 381542     | 2008 SO307 | 29 set 2008 | Kitt Peak       | Spacewatch          | —         | MPC                           |
| 381543     | 2008 SJ308 | 30 set 2008 | Socorro         | LINEAR              | —         | MPC                           |
| 381544     | 2008 TN1   | 1 out 2008  | Socorro         | LINEAR              | —         | MPC                           |
| 381545     | 2008 TW4   | 1 out 2008  | La Sagra        | Mallorca Obs.       | —         | MPC                           |
| 381546     | 2008 TZ19  | 1 out 2008  | Mount Lemmon    | Mount Lemmon Survey | —         | MPC                           |
| 381547     | 2008 TC28  | 9 out 2004  | Kitt Peak       | Spacewatch          | —         | MPC                           |
| 381548     | 2008 TC40  | 1 out 2008  | Mount Lemmon    | Mount Lemmon Survey | —         | MPC                           |
| 381549     | 2008 TA51  | 2 out 2008  | Kitt Peak       | Spacewatch          | —         | MPC                           |
| 381550     | 2008 TA58  | 22 set 2008 | Kitt Peak       | Spacewatch          | —         | MPC                           |
| 381551     | 2008 TX59  | 6 set 2008  | Mount Lemmon    | Mount Lemmon Survey | —         | MPC                           |
| 381552     | 2008 TJ68  | 2 out 2008  | Kitt Peak       | Spacewatch          | —         | MPC                           |
| 381553     | 2008 TO76  | 2 out 2008  | Mount Lemmon    | Mount Lemmon Survey | —         | MPC                           |
| 381554     | 2008 TU85  | 25 set 2008 | Kitt Peak       | Spacewatch          | —         | MPC                           |
| 381555     | 2008 TB95  | 6 out 2008  | Kitt Peak       | Spacewatch          | —         | MPC                           |
| 381556     | 2008 TE98  | 6 out 2008  | Kitt Peak       | Spacewatch          | —         | MPC                           |
| 381557     | 2008 TU98  | 6 out 2008  | Kitt Peak       | Spacewatch          | —         | MPC                           |
| 381558     | 2008 TE110 | 21 set 2008 | Catalina        | CSS                 | —         | MPC                           |
| 381559     | 2008 TG114 | 6 out 2008  | Kitt Peak       | Spacewatch          | —         | MPC                           |
| 381560     | 2008 TT116 | 6 out 2008  | Catalina        | CSS                 | —         | MPC                           |
| 381561     | 2008 TV147 | 9 out 2008  | Mount Lemmon    | Mount Lemmon Survey | —         | MPC                           |
| 381562     | 2008 TG164 | 1 out 2008  | Mount Lemmon    | Mount Lemmon Survey | —         | MPC                           |
| 381563     | 2008 TO188 | 9 out 2008  | Kitt Peak       | Spacewatch          | —         | MPC                           |
| 381564     | 2008 UW5   | 25 out 2008 | Modra           | Modra Obs.          | —         | MPC                           |
| 381565     | 2008 UX8   | 17 out 2008 | Kitt Peak       | Spacewatch          | —         | MPC                           |
| 381566     | 2008 UC65  | 21 out 2008 | Kitt Peak       | Spacewatch          | Eos       | MPC                           |
| 381567     | 2008 UY78  | 5 set 2008  | Kitt Peak       | Spacewatch          | —         | MPC                           |
| 381568     | 2008 UD79  | 23 set 2008 | Kitt Peak       | Spacewatch          | —         | MPC                           |
| 381569     | 2008 UG80  | 22 out 2008 | Kitt Peak       | Spacewatch          | —         | MPC                           |
| 381570     | 2008 UP92  | 24 out 2008 | Socorro         | LINEAR              | Chimaera  | MPC                           |
| 381571     | 2008 UB100 | 27 out 2008 | Bisei SG Center | BATTeRS             | —         | MPC                           |
| 381572     | 2008 UU110 | 22 out 2008 | Kitt Peak       | Spacewatch          | —         | MPC                           |
| 381573     | 2008 UY123 | 22 out 2008 | Mount Lemmon    | Mount Lemmon Survey | —         | MPC                           |
| 381574     | 2008 UZ126 | 22 out 2008 | Kitt Peak       | Spacewatch          | —         | MPC                           |
| 381575     | 2008 UN149 | 23 out 2008 | Mount Lemmon    | Mount Lemmon Survey | —         | MPC                           |
| 381576     | 2008 UK154 | 23 out 2008 | Mount Lemmon    | Mount Lemmon Survey | —         | MPC                           |
| 381577     | 2008 UH183 | 24 out 2008 | Mount Lemmon    | Mount Lemmon Survey | —         | MPC                           |
| 381578     | 2008 UQ189 | 25 out 2008 | Mount Lemmon    | Mount Lemmon Survey | —         | MPC                           |
| 381579     | 2008 UG199 | 28 out 2008 | Socorro         | LINEAR              | —         | MPC                           |
| 381580     | 2008 UU206 | 12 dez 2004 | Kitt Peak       | Spacewatch          | —         | MPC                           |
| 381581     | 2008 UD212 | 23 out 2008 | Lulin           | LUSS                | —         | MPC                           |
| 381582     | 2008 UO231 | 26 out 2008 | Mount Lemmon    | Mount Lemmon Survey | —         | MPC                           |
| 381583     | 2008 UW239 | 26 out 2008 | Kitt Peak       | Spacewatch          | —         | MPC                           |
| 381584     | 2008 UU254 | 27 out 2008 | Kitt Peak       | Spacewatch          | —         | MPC                           |
| 381585     | 2008 UV255 | 27 out 2008 | Kitt Peak       | Spacewatch          | —         | MPC                           |
| 381586     | 2008 UZ300 | 29 out 2008 | Kitt Peak       | Spacewatch          | —         | MPC                           |
| 381587     | 2008 UP321 | 31 out 2008 | Mount Lemmon    | Mount Lemmon Survey | —         | MPC                           |
| 381588     | 2008 UY326 | 31 out 2008 | Mount Lemmon    | Mount Lemmon Survey | —         | MPC                           |
| 381589     | 2008 UC333 | 20 out 2008 | Mount Lemmon    | Mount Lemmon Survey | Juno      | MPC                           |
| 381590     | 2008 UO335 | 20 out 2008 | Kitt Peak       | Spacewatch          | —         | MPC                           |
| 381591     | 2008 UW343 | 25 out 2008 | Kitt Peak       | Spacewatch          | —         | MPC                           |
| 381592     | 2008 UP347 | 22 out 2008 | Kitt Peak       | Spacewatch          | —         | MPC                           |
| 381593     | 2008 UN355 | 24 out 2008 | Catalina        | CSS                 | —         | MPC                           |
| 381594     | 2008 UO356 | 23 out 2008 | Kitt Peak       | Spacewatch          | —         | MPC                           |
| 381595     | 2008 US370 | 30 out 2008 | Mount Lemmon    | Mount Lemmon Survey | —         | MPC                           |
| 381596     | 2008 VE5   | 6 nov 2008  | Hibiscus        | N. Teamo            | —         | MPC                           |
| 381597     | 2008 VH9   | 2 nov 2008  | Mount Lemmon    | Mount Lemmon Survey | —         | MPC                           |
| 381598     | 2008 VZ29  | 2 nov 2008  | Kitt Peak       | Spacewatch          | —         | MPC                           |
| 381599     | 2008 VN51  | 4 nov 2008  | Kitt Peak       | Spacewatch          | —         | MPC                           |
| 381600     | 2008 VT65  | 1 nov 2008  | Mount Lemmon    | Mount Lemmon Survey | —         | MPC                           |

## 381601–381700
| Designação | Designação | Descoberta  | Descoberta      | Descobridor(es)     | Categoria | Mais informações / Referência |
| Permanente | Provisória | Data        | Local           | Descobridor(es)     | Categoria | Mais informações / Referência |
| ---------- | ---------- | ----------- | --------------- | ------------------- | --------- | ----------------------------- |
| 381601     | 2008 VA66  | 1 nov 2008  | Mount Lemmon    | Mount Lemmon Survey | Maria     | MPC                           |
| 381602     | 2008 VH66  | 1 nov 2008  | Kitt Peak       | Spacewatch          | —         | MPC                           |
| 381603     | 2008 VT68  | 6 nov 2008  | Kitt Peak       | Spacewatch          | —         | MPC                           |
| 381604     | 2008 VF77  | 26 nov 2003 | Kitt Peak       | Spacewatch          | Brangane  | MPC                           |
| 381605     | 2008 WT5   | 17 nov 2008 | Kitt Peak       | Spacewatch          | —         | MPC                           |
| 381606     | 2008 WF12  | 18 nov 2008 | Catalina        | CSS                 | —         | MPC                           |
| 381607     | 2008 WX18  | 22 set 2008 | Mount Lemmon    | Mount Lemmon Survey | —         | MPC                           |
| 381608     | 2008 WL48  | 17 nov 2008 | Kitt Peak       | Spacewatch          | Ursula    | MPC                           |
| 381609     | 2008 WP69  | 18 nov 2008 | Kitt Peak       | Spacewatch          | —         | MPC                           |
| 381610     | 2008 WF71  | 19 nov 2008 | Kitt Peak       | Spacewatch          | —         | MPC                           |
| 381611     | 2008 WM74  | 7 set 2008  | Catalina        | CSS                 | —         | MPC                           |
| 381612     | 2008 WF77  | 20 nov 2008 | Kitt Peak       | Spacewatch          | —         | MPC                           |
| 381613     | 2008 WJ80  | 20 nov 2008 | Kitt Peak       | Spacewatch          | —         | MPC                           |
| 381614     | 2008 WY80  | 20 nov 2008 | Kitt Peak       | Spacewatch          | Brangane  | MPC                           |
| 381615     | 2008 WZ82  | 20 nov 2008 | Kitt Peak       | Spacewatch          | —         | MPC                           |
| 381616     | 2008 WH86  | 21 nov 2008 | Kitt Peak       | Spacewatch          | —         | MPC                           |
| 381617     | 2008 WM103 | 30 nov 2008 | Kitt Peak       | Spacewatch          | —         | MPC                           |
| 381618     | 2008 WJ120 | 30 nov 2008 | Kitt Peak       | Spacewatch          | Brangane  | MPC                           |
| 381619     | 2008 WE130 | 21 nov 2008 | Kitt Peak       | Spacewatch          | —         | MPC                           |
| 381620     | 2008 WB136 | 19 nov 2008 | Kitt Peak       | Spacewatch          | —         | MPC                           |
| 381621     | 2008 WJ140 | 17 nov 2008 | Catalina        | CSS                 | Phocaea   | MPC                           |
| 381622     | 2008 XJ2   | 2 dez 2008  | Bisei SG Center | BATTeRS             | —         | MPC                           |
| 381623     | 2008 XN24  | 7 set 2008  | Mount Lemmon    | Mount Lemmon Survey | —         | MPC                           |
| 381624     | 2008 XV49  | 7 dez 2008  | Mount Lemmon    | Mount Lemmon Survey | —         | MPC                           |
| 381625     | 2008 XR50  | 7 dez 2008  | Mount Lemmon    | Mount Lemmon Survey | —         | MPC                           |
| 381626     | 2008 YB    | 17 dez 2008 | Bisei SG Center | BATTeRS             | —         | MPC                           |
| 381627     | 2008 YG6   | 22 dez 2008 | Dauban          | F. Kugel            | —         | MPC                           |
| 381628     | 2008 YS16  | 21 dez 2008 | Mount Lemmon    | Mount Lemmon Survey | —         | MPC                           |
| 381629     | 2008 YS21  | 21 dez 2008 | Mount Lemmon    | Mount Lemmon Survey | —         | MPC                           |
| 381630     | 2008 YJ24  | 23 dez 2008 | Bisei SG Center | BATTeRS             | —         | MPC                           |
| 381631     | 2008 YR25  | 21 dez 2008 | Socorro         | LINEAR              | —         | MPC                           |
| 381632     | 2008 YQ29  | 21 dez 2008 | Catalina        | CSS                 | Juno      | MPC                           |
| 381633     | 2008 YA39  | 29 dez 2008 | Kitt Peak       | Spacewatch          | —         | MPC                           |
| 381634     | 2008 YL45  | 29 dez 2008 | Mount Lemmon    | Mount Lemmon Survey | —         | MPC                           |
| 381635     | 2008 YM47  | 29 dez 2008 | Kitt Peak       | Spacewatch          | —         | MPC                           |
| 381636     | 2008 YQ63  | 30 dez 2008 | Mount Lemmon    | Mount Lemmon Survey | Ursula    | MPC                           |
| 381637     | 2008 YC76  | 30 dez 2008 | Mount Lemmon    | Mount Lemmon Survey | —         | MPC                           |
| 381638     | 2008 YP85  | 29 dez 2008 | Kitt Peak       | Spacewatch          | —         | MPC                           |
| 381639     | 2008 YS96  | 29 dez 2008 | Mount Lemmon    | Mount Lemmon Survey | —         | MPC                           |
| 381640     | 2008 YK104 | 29 dez 2008 | Kitt Peak       | Spacewatch          | —         | MPC                           |
| 381641     | 2008 YJ113 | 29 dez 2008 | Kitt Peak       | Spacewatch          | —         | MPC                           |
| 381642     | 2008 YQ123 | 30 dez 2008 | Kitt Peak       | Spacewatch          | —         | MPC                           |
| 381643     | 2008 YR134 | 30 dez 2008 | Kitt Peak       | Spacewatch          | —         | MPC                           |
| 381644     | 2008 YD139 | 30 dez 2008 | Kitt Peak       | Spacewatch          | —         | MPC                           |
| 381645     | 2008 YA140 | 30 dez 2008 | Kitt Peak       | Spacewatch          | —         | MPC                           |
| 381646     | 2008 YR143 | 30 dez 2008 | Kitt Peak       | Spacewatch          | —         | MPC                           |
| 381647     | 2008 YX152 | 30 dez 2008 | Mount Lemmon    | Mount Lemmon Survey | —         | MPC                           |
| 381648     | 2008 YL162 | 22 dez 2008 | Kitt Peak       | Spacewatch          | —         | MPC                           |
| 381649     | 2008 YR168 | 21 dez 2008 | Kitt Peak       | Spacewatch          | —         | MPC                           |
| 381650     | 2008 YH169 | 29 dez 2008 | Mount Lemmon    | Mount Lemmon Survey | —         | MPC                           |
| 381651     | 2008 YP170 | 30 dez 2008 | Mount Lemmon    | Mount Lemmon Survey | —         | MPC                           |
| 381652     | 2009 AA17  | 2 jan 2009  | Kitt Peak       | Spacewatch          | —         | MPC                           |
| 381653     | 2009 AL19  | 2 jan 2009  | Mount Lemmon    | Mount Lemmon Survey | —         | MPC                           |
| 381654     | 2009 AE35  | 15 jan 2009 | Kitt Peak       | Spacewatch          | —         | MPC                           |
| 381655     | 2009 AF36  | 15 jan 2009 | Kitt Peak       | Spacewatch          | —         | MPC                           |
| 381656     | 2009 AG49  | 1 jan 2009  | Kitt Peak       | Spacewatch          | —         | MPC                           |
| 381657     | 2009 AA50  | 3 jan 2009  | Mount Lemmon    | Mount Lemmon Survey | —         | MPC                           |
| 381658     | 2009 AF50  | 1 jan 2009  | Kitt Peak       | Spacewatch          | —         | MPC                           |
| 381659     | 2009 BS2   | 19 jan 2009 | Mayhill         | A. Lowe             | —         | MPC                           |
| 381660     | 2009 BV5   | 16 jan 2009 | Lulin           | LUSS                | —         | MPC                           |
| 381661     | 2009 BG6   | 17 jan 2009 | Socorro         | LINEAR              | —         | MPC                           |
| 381662     | 2009 BJ9   | 18 jan 2009 | Socorro         | LINEAR              | —         | MPC                           |
| 381663     | 2009 BC12  | 21 jan 2009 | Socorro         | LINEAR              | —         | MPC                           |
| 381664     | 2009 BR17  | 16 jan 2009 | Mount Lemmon    | Mount Lemmon Survey | —         | MPC                           |
| 381665     | 2009 BV19  | 19 set 2007 | Kitt Peak       | Spacewatch          | —         | MPC                           |
| 381666     | 2009 BR21  | 17 jan 2009 | Kitt Peak       | Spacewatch          | —         | MPC                           |
| 381667     | 2009 BT28  | 16 jan 2009 | Kitt Peak       | Spacewatch          | —         | MPC                           |
| 381668     | 2009 BC33  | 16 jan 2009 | Kitt Peak       | Spacewatch          | —         | MPC                           |
| 381669     | 2009 BE45  | 16 jan 2009 | Kitt Peak       | Spacewatch          | Brangane  | MPC                           |
| 381670     | 2009 BE48  | 8 out 2007  | Mount Lemmon    | Mount Lemmon Survey | —         | MPC                           |
| 381671     | 2009 BJ48  | 16 jan 2009 | Mount Lemmon    | Mount Lemmon Survey | —         | MPC                           |
| 381672     | 2009 BA55  | 16 jan 2009 | Mount Lemmon    | Mount Lemmon Survey | —         | MPC                           |
| 381673     | 2009 BB70  | 25 jan 2009 | Catalina        | CSS                 | Ursula    | MPC                           |
| 381674     | 2009 BE79  | 24 nov 2008 | Mount Lemmon    | Mount Lemmon Survey | —         | MPC                           |
| 381675     | 2009 BX79  | 30 jan 2009 | Siding Spring   | SSS                 | —         | MPC                           |
| 381676     | 2009 BE80  | 16 jan 2009 | Kitt Peak       | Spacewatch          | —         | MPC                           |
| 381677     | 2009 BJ81  | 30 out 2008 | Kitt Peak       | Spacewatch          | —         | MPC                           |
| 381678     | 2009 BD91  | 25 jan 2009 | Kitt Peak       | Spacewatch          | —         | MPC                           |
| 381679     | 2009 BH92  | 25 jan 2009 | Kitt Peak       | Spacewatch          | —         | MPC                           |
| 381680     | 2009 BR95  | 26 jan 2009 | Mount Lemmon    | Mount Lemmon Survey | —         | MPC                           |
| 381681     | 2009 BF112 | 30 jan 2009 | Mount Lemmon    | Mount Lemmon Survey | —         | MPC                           |
| 381682     | 2009 BL142 | 30 jan 2009 | Kitt Peak       | Spacewatch          | —         | MPC                           |
| 381683     | 2009 BT159 | 29 jan 2009 | Mount Lemmon    | Mount Lemmon Survey | —         | MPC                           |
| 381684     | 2009 BV181 | 29 jan 2009 | Catalina        | CSS                 | —         | MPC                           |
| 381685     | 2009 BS183 | 9 out 2007  | Catalina        | CSS                 | —         | MPC                           |
| 381686     | 2009 BF187 | 26 jan 2009 | Socorro         | LINEAR              | —         | MPC                           |
| 381687     | 2009 CY    | 2 fev 2009  | Sierra Stars    | F. Tozzi            | —         | MPC                           |
| 381688     | 2009 CG1   | 2 fev 2009  | Bisei SG Center | BATTeRS             | Ursula    | MPC                           |
| 381689     | 2009 CK14  | 3 fev 2009  | Mount Lemmon    | Mount Lemmon Survey | —         | MPC                           |
| 381690     | 2009 CN32  | 1 fev 2009  | Kitt Peak       | Spacewatch          | —         | MPC                           |
| 381691     | 2009 CF34  | 2 fev 2009  | Mount Lemmon    | Mount Lemmon Survey | —         | MPC                           |
| 381692     | 2009 CP39  | 18 jan 2009 | Kitt Peak       | Spacewatch          | —         | MPC                           |
| 381693     | 2009 CH50  | 14 fev 2009 | La Sagra        | Mallorca Obs.       | —         | MPC                           |
| 381694     | 2009 CS50  | 14 fev 2009 | La Sagra        | Mallorca Obs.       | —         | MPC                           |
| 381695     | 2009 CQ55  | 14 fev 2009 | Catalina        | CSS                 | —         | MPC                           |
| 381696     | 2009 CO60  | 2 out 2008  | Mount Lemmon    | Mount Lemmon Survey | —         | MPC                           |
| 381697     | 2009 DT6   | 17 fev 2009 | Kitt Peak       | Spacewatch          | —         | MPC                           |
| 381698     | 2009 DD74  | 26 fev 2009 | Catalina        | CSS                 | —         | MPC                           |
| 381699     | 2009 DY127 | 20 fev 2009 | Siding Spring   | SSS                 | —         | MPC                           |
| 381700     | 2009 EW12  | 3 mar 2009  | Catalina        | CSS                 | —         | MPC                           |

## 381701–381800
| Designação | Designação | Descoberta  | Descoberta       | Descobridor(es)        | Categoria | Mais informações / Referência |
| Permanente | Provisória | Data        | Local            | Descobridor(es)        | Categoria | Mais informações / Referência |
| ---------- | ---------- | ----------- | ---------------- | ---------------------- | --------- | ----------------------------- |
| 381701     | 2009 EU13  | 15 mar 2009 | Catalina         | CSS                    | —         | MPC                           |
| 381702     | 2009 FP75  | 18 mar 2009 | Socorro          | LINEAR                 | —         | MPC                           |
| 381703     | 2009 HD84  | 27 abr 2009 | Kitt Peak        | Spacewatch             | —         | MPC                           |
| 381704     | 2009 HT95  | 19 nov 2007 | Mount Lemmon     | Mount Lemmon Survey    | Brangane  | MPC                           |
| 381705     | 2009 LH6   | 15 jun 2009 | Mount Lemmon     | Mount Lemmon Survey    | —         | MPC                           |
| 381706     | 2009 NB2   | 13 jul 2009 | Kitt Peak        | Spacewatch             | —         | MPC                           |
| 381707     | 2009 PL4   | 14 ago 2009 | La Sagra         | Mallorca Obs.          | —         | MPC                           |
| 381708     | 2009 PM11  | 15 ago 2009 | Kitt Peak        | Spacewatch             | Mitidika  | MPC                           |
| 381709     | 2009 PC15  | 15 ago 2009 | Catalina         | CSS                    | —         | MPC                           |
| 381710     | 2009 PL17  | 15 ago 2009 | La Sagra         | Mallorca Obs.          | —         | MPC                           |
| 381711     | 2009 PA18  | 15 ago 2009 | Kitt Peak        | Spacewatch             | —         | MPC                           |
| 381712     | 2009 QE4   | 17 ago 2009 | Catalina         | CSS                    | —         | MPC                           |
| 381713     | 2009 QQ6   | 18 ago 2009 | Wildberg         | R. Apitzsch            | —         | MPC                           |
| 381714     | 2009 QU8   | 17 ago 2009 | La Sagra         | Mallorca Obs.          | —         | MPC                           |
| 381715     | 2009 QB27  | 17 ago 2009 | Kitt Peak        | Spacewatch             | —         | MPC                           |
| 381716     | 2009 QA38  | 31 ago 2009 | Bergisch Gladbac | W. Bickel              | —         | MPC                           |
| 381717     | 2009 QP41  | 16 ago 2009 | Kitt Peak        | Spacewatch             | Chloris   | MPC                           |
| 381718     | 2009 QG46  | 15 ago 2009 | Kitt Peak        | Spacewatch             | Mitidika  | MPC                           |
| 381719     | 2009 QQ46  | 27 ago 2009 | Catalina         | CSS                    | —         | MPC                           |
| 381720     | 2009 QX52  | 27 ago 2009 | Kitt Peak        | Spacewatch             | —         | MPC                           |
| 381721     | 2009 QU60  | 19 set 2006 | Anderson Mesa    | LONEOS                 | —         | MPC                           |
| 381722     | 2009 RG    | 9 set 2009  | Bisei SG Center  | BATTeRS                | —         | MPC                           |
| 381723     | 2009 RL3   | 11 set 2009 | La Sagra         | Mallorca Obs.          | —         | MPC                           |
| 381724     | 2009 RQ3   | 13 set 2009 | Socorro          | LINEAR                 | —         | MPC                           |
| 381725     | 2009 RP5   | 13 set 2009 | ESA OGS          | ESA OGS                | —         | MPC                           |
| 381726     | 2009 RW12  | 12 set 2009 | Kitt Peak        | Spacewatch             | Mitidika  | MPC                           |
| 381727     | 2009 RX16  | 12 set 2009 | Kitt Peak        | Spacewatch             | —         | MPC                           |
| 381728     | 2009 RF17  | 12 set 2009 | Kitt Peak        | Spacewatch             | —         | MPC                           |
| 381729     | 2009 RW18  | 13 set 2009 | Purple Mountain  | PMO NEO                | —         | MPC                           |
| 381730     | 2009 RD19  | 13 set 2009 | XuYi             | PMO NEO                | —         | MPC                           |
| 381731     | 2009 RT21  | 15 set 2009 | Kitt Peak        | Spacewatch             | —         | MPC                           |
| 381732     | 2009 RJ26  | 13 set 2009 | Socorro          | LINEAR                 | —         | MPC                           |
| 381733     | 2009 RU45  | 15 set 2009 | Kitt Peak        | Spacewatch             | —         | MPC                           |
| 381734     | 2009 RH46  | 15 set 2009 | Kitt Peak        | Spacewatch             | —         | MPC                           |
| 381735     | 2009 RQ53  | 15 set 2009 | Kitt Peak        | Spacewatch             | —         | MPC                           |
| 381736     | 2009 RS53  | 15 set 2009 | Kitt Peak        | Spacewatch             | —         | MPC                           |
| 381737     | 2009 RU61  | 14 set 2009 | La Sagra         | Mallorca Obs.          | —         | MPC                           |
| 381738     | 2009 RP70  | 12 set 2009 | Kitt Peak        | Spacewatch             | —         | MPC                           |
| 381739     | 2009 SG1   | 17 set 2009 | Mount Lemmon     | Mount Lemmon Survey    | —         | MPC                           |
| 381740     | 2009 SJ24  | 16 set 2009 | Kitt Peak        | Spacewatch             | —         | MPC                           |
| 381741     | 2009 SN34  | 16 set 2009 | Kitt Peak        | Spacewatch             | —         | MPC                           |
| 381742     | 2009 SF51  | 17 set 2009 | Kitt Peak        | Spacewatch             | Mitidika  | MPC                           |
| 381743     | 2009 SE61  | 17 set 2009 | Kitt Peak        | Spacewatch             | —         | MPC                           |
| 381744     | 2009 SD67  | 17 set 2009 | Kitt Peak        | Spacewatch             | —         | MPC                           |
| 381745     | 2009 SB69  | 17 set 2009 | Kitt Peak        | Spacewatch             | —         | MPC                           |
| 381746     | 2009 SW69  | 17 nov 2006 | Kitt Peak        | Spacewatch             | —         | MPC                           |
| 381747     | 2009 SX99  | 21 set 2009 | La Sagra         | Mallorca Obs.          | —         | MPC                           |
| 381748     | 2009 SU101 | 24 set 2009 | La Sagra         | Mallorca Obs.          | —         | MPC                           |
| 381749     | 2009 SP114 | 18 set 2009 | Kitt Peak        | Spacewatch             | —         | MPC                           |
| 381750     | 2009 SL125 | 18 set 2009 | Kitt Peak        | Spacewatch             | —         | MPC                           |
| 381751     | 2009 SQ127 | 18 set 2009 | Kitt Peak        | Spacewatch             | —         | MPC                           |
| 381752     | 2009 SG129 | 18 set 2009 | Kitt Peak        | Spacewatch             | —         | MPC                           |
| 381753     | 2009 ST142 | 19 set 2009 | Kitt Peak        | Spacewatch             | —         | MPC                           |
| 381754     | 2009 SP146 | 19 set 2009 | Kitt Peak        | Spacewatch             | —         | MPC                           |
| 381755     | 2009 SW146 | 19 set 2009 | Kitt Peak        | Spacewatch             | —         | MPC                           |
| 381756     | 2009 SO150 | 20 set 2009 | Kitt Peak        | Spacewatch             | —         | MPC                           |
| 381757     | 2009 SZ160 | 12 nov 2005 | Kitt Peak        | Spacewatch             | —         | MPC                           |
| 381758     | 2009 SC185 | 21 set 2009 | Kitt Peak        | Spacewatch             | —         | MPC                           |
| 381759     | 2009 SL200 | 22 set 2009 | Kitt Peak        | Spacewatch             | —         | MPC                           |
| 381760     | 2009 SC215 | 23 set 2009 | Kitt Peak        | Spacewatch             | —         | MPC                           |
| 381761     | 2009 SP230 | 15 ago 2009 | Kitt Peak        | Spacewatch             | —         | MPC                           |
| 381762     | 2009 SM238 | 16 set 2009 | Catalina         | CSS                    | —         | MPC                           |
| 381763     | 2009 SC263 | 23 set 2009 | Mount Lemmon     | Mount Lemmon Survey    | —         | MPC                           |
| 381764     | 2009 SV266 | 23 set 2009 | Mount Lemmon     | Mount Lemmon Survey    | —         | MPC                           |
| 381765     | 2009 SP275 | 25 set 2009 | Kitt Peak        | Spacewatch             | —         | MPC                           |
| 381766     | 2009 SY275 | 25 set 2009 | Kitt Peak        | Spacewatch             | Mitidika  | MPC                           |
| 381767     | 2009 SS288 | 25 set 2009 | Catalina         | CSS                    | —         | MPC                           |
| 381768     | 2009 SH291 | 25 set 2009 | Kitt Peak        | Spacewatch             | —         | MPC                           |
| 381769     | 2009 SD317 | 19 set 2009 | Mount Lemmon     | Mount Lemmon Survey    | —         | MPC                           |
| 381770     | 2009 SU324 | 25 set 2009 | Kitt Peak        | Spacewatch             | Mitidika  | MPC                           |
| 381771     | 2009 SS325 | 27 set 2009 | Kitt Peak        | Spacewatch             | —         | MPC                           |
| 381772     | 2009 SK326 | 29 set 2009 | Črni Vrh         | Črni Vrh               | —         | MPC                           |
| 381773     | 2009 SD331 | 19 set 2009 | Catalina         | CSS                    | —         | MPC                           |
| 381774     | 2009 SM331 | 19 out 1995 | Kitt Peak        | Spacewatch             | —         | MPC                           |
| 381775     | 2009 SA337 | 24 set 2009 | Catalina         | CSS                    | —         | MPC                           |
| 381776     | 2009 SB340 | 28 set 2009 | Kitt Peak        | Spacewatch             | —         | MPC                           |
| 381777     | 2009 SF345 | 18 set 2009 | Kitt Peak        | Spacewatch             | —         | MPC                           |
| 381778     | 2009 SC346 | 22 set 2009 | Kitt Peak        | Spacewatch             | —         | MPC                           |
| 381779     | 2009 SM347 | 28 set 2009 | Mount Lemmon     | Mount Lemmon Survey    | —         | MPC                           |
| 381780     | 2009 TG1   | 10 out 2009 | Bisei SG Center  | BATTeRS                | —         | MPC                           |
| 381781     | 2009 TW1   | 4 jun 2005  | Kitt Peak        | Spacewatch             | —         | MPC                           |
| 381782     | 2009 TX1   | 9 out 2009  | Catalina         | CSS                    | —         | MPC                           |
| 381783     | 2009 TS2   | 18 ago 2009 | Catalina         | CSS                    | —         | MPC                           |
| 381784     | 2009 TZ4   | 10 out 2009 | La Sagra         | Mallorca Obs.          | —         | MPC                           |
| 381785     | 2009 TF13  | 15 set 2009 | Kitt Peak        | Spacewatch             | —         | MPC                           |
| 381786     | 2009 TP20  | 14 nov 1998 | Kitt Peak        | Spacewatch             | —         | MPC                           |
| 381787     | 2009 TU25  | 14 out 2009 | Mount Lemmon     | Mount Lemmon Survey    | —         | MPC                           |
| 381788     | 2009 TG34  | 11 out 2009 | La Sagra         | Mallorca Obs.          | —         | MPC                           |
| 381789     | 2009 TQ36  | 15 out 2009 | La Sagra         | Mallorca Obs.          | —         | MPC                           |
| 381790     | 2009 TY36  | 10 out 2009 | Sierra Stars     | W. G. Dillon, D. Wells | —         | MPC                           |
| 381791     | 2009 TE39  | 15 out 2009 | Catalina         | CSS                    | —         | MPC                           |
| 381792     | 2009 UC6   | 17 jun 2009 | Kitt Peak        | Spacewatch             | —         | MPC                           |
| 381793     | 2009 UA20  | 20 out 2009 | Socorro          | LINEAR                 | —         | MPC                           |
| 381794     | 2009 UO20  | 22 out 2009 | Catalina         | CSS                    | —         | MPC                           |
| 381795     | 2009 UH21  | 23 out 2009 | Marly            | P. Kocher              | —         | MPC                           |
| 381796     | 2009 UF34  | 18 out 2009 | Mount Lemmon     | Mount Lemmon Survey    | —         | MPC                           |
| 381797     | 2009 UK38  | 22 out 2009 | Mount Lemmon     | Mount Lemmon Survey    | —         | MPC                           |
| 381798     | 2009 UJ41  | 18 out 2009 | Mount Lemmon     | Mount Lemmon Survey    | —         | MPC                           |
| 381799     | 2009 UQ46  | 18 out 2009 | Mount Lemmon     | Mount Lemmon Survey    | —         | MPC                           |
| 381800     | 2009 UM61  | 17 set 2009 | Kitt Peak        | Spacewatch             | —         | MPC                           |

## 381801–381900
| Designação | Designação | Descoberta  | Descoberta      | Descobridor(es)     | Categoria | Mais informações / Referência |
| Permanente | Provisória | Data        | Local           | Descobridor(es)     | Categoria | Mais informações / Referência |
| ---------- | ---------- | ----------- | --------------- | ------------------- | --------- | ----------------------------- |
| 381801     | 2009 UN68  | 19 fev 2001 | Socorro         | LINEAR              | —         | MPC                           |
| 381802     | 2009 US97  | 23 out 2009 | Mount Lemmon    | Mount Lemmon Survey | —         | MPC                           |
| 381803     | 2009 UM108 | 23 out 2009 | Kitt Peak       | Spacewatch          | —         | MPC                           |
| 381804     | 2009 UG115 | 21 out 2009 | Mount Lemmon    | Mount Lemmon Survey | —         | MPC                           |
| 381805     | 2009 UH115 | 14 abr 2008 | Kitt Peak       | Spacewatch          | —         | MPC                           |
| 381806     | 2009 UP115 | 16 set 2009 | Kitt Peak       | Spacewatch          | —         | MPC                           |
| 381807     | 2009 UD118 | 21 fev 2007 | Kitt Peak       | Spacewatch          | Mitidika  | MPC                           |
| 381808     | 2009 UT118 | 23 out 2009 | Mount Lemmon    | Mount Lemmon Survey | —         | MPC                           |
| 381809     | 2009 UC135 | 24 out 2009 | Mount Lemmon    | Mount Lemmon Survey | —         | MPC                           |
| 381810     | 2009 UH147 | 24 out 2009 | Kitt Peak       | Spacewatch          | —         | MPC                           |
| 381811     | 2009 UE155 | 13 abr 2004 | Kitt Peak       | Spacewatch          | —         | MPC                           |
| 381812     | 2009 VQ2   | 31 mar 2008 | Catalina        | CSS                 | —         | MPC                           |
| 381813     | 2009 VC23  | 9 nov 2009  | Mount Lemmon    | Mount Lemmon Survey | —         | MPC                           |
| 381814     | 2009 VJ25  | 10 nov 2009 | Dauban          | F. Kugel            | —         | MPC                           |
| 381815     | 2009 VT45  | 23 out 2009 | Kitt Peak       | Spacewatch          | Flora     | MPC                           |
| 381816     | 2009 VG46  | 9 nov 2009  | Kitt Peak       | Spacewatch          | —         | MPC                           |
| 381817     | 2009 VE55  | 11 nov 2009 | Kitt Peak       | Spacewatch          | Mitidika  | MPC                           |
| 381818     | 2009 VV55  | 22 out 2009 | Mount Lemmon    | Mount Lemmon Survey | —         | MPC                           |
| 381819     | 2009 VM60  | 11 nov 2009 | Catalina        | CSS                 | —         | MPC                           |
| 381820     | 2009 VT67  | 9 nov 2009  | Kitt Peak       | Spacewatch          | —         | MPC                           |
| 381821     | 2009 VE71  | 9 nov 2009  | Mount Lemmon    | Mount Lemmon Survey | —         | MPC                           |
| 381822     | 2009 VC76  | 13 nov 2009 | La Sagra        | Mallorca Obs.       | —         | MPC                           |
| 381823     | 2009 VZ80  | 23 jul 2009 | Siding Spring   | SSS                 | —         | MPC                           |
| 381824     | 2009 VS83  | 9 nov 2009  | Kitt Peak       | Spacewatch          | —         | MPC                           |
| 381825     | 2009 VF85  | 10 nov 2009 | Kitt Peak       | Spacewatch          | —         | MPC                           |
| 381826     | 2009 VX86  | 10 nov 2009 | Kitt Peak       | Spacewatch          | —         | MPC                           |
| 381827     | 2009 VD103 | 11 nov 2009 | Mount Lemmon    | Mount Lemmon Survey | —         | MPC                           |
| 381828     | 2009 VP103 | 11 nov 2009 | Mount Lemmon    | Mount Lemmon Survey | —         | MPC                           |
| 381829     | 2009 VQ103 | 11 nov 2009 | Mount Lemmon    | Mount Lemmon Survey | —         | MPC                           |
| 381830     | 2009 VM116 | 11 nov 2009 | Mount Lemmon    | Mount Lemmon Survey | —         | MPC                           |
| 381831     | 2009 VU116 | 9 nov 2009  | Mount Lemmon    | Mount Lemmon Survey | —         | MPC                           |
| 381832     | 2009 WX20  | 17 nov 2009 | Kitt Peak       | Spacewatch          | —         | MPC                           |
| 381833     | 2009 WL27  | 16 nov 2009 | Kitt Peak       | Spacewatch          | —         | MPC                           |
| 381834     | 2009 WO27  | 16 nov 2009 | Kitt Peak       | Spacewatch          | Mitidika  | MPC                           |
| 381835     | 2009 WO31  | 10 nov 2009 | Kitt Peak       | Spacewatch          | —         | MPC                           |
| 381836     | 2009 WZ43  | 17 nov 2009 | Mount Lemmon    | Mount Lemmon Survey | —         | MPC                           |
| 381837     | 2009 WQ77  | 18 nov 2009 | Kitt Peak       | Spacewatch          | —         | MPC                           |
| 381838     | 2009 WG79  | 18 nov 2009 | Mount Lemmon    | Mount Lemmon Survey | —         | MPC                           |
| 381839     | 2009 WT80  | 18 nov 2009 | Kitt Peak       | Spacewatch          | —         | MPC                           |
| 381840     | 2009 WE88  | 7 mai 2007  | Catalina        | CSS                 | —         | MPC                           |
| 381841     | 2009 WN94  | 20 nov 2009 | Mount Lemmon    | Mount Lemmon Survey | —         | MPC                           |
| 381842     | 2009 WA100 | 6 jan 2006  | Mount Lemmon    | Mount Lemmon Survey | —         | MPC                           |
| 381843     | 2009 WQ122 | 20 nov 2009 | Kitt Peak       | Spacewatch          | —         | MPC                           |
| 381844     | 2009 WV163 | 2 dez 2005  | Kitt Peak       | Spacewatch          | —         | MPC                           |
| 381845     | 2009 WP169 | 22 nov 2009 | Catalina        | CSS                 | —         | MPC                           |
| 381846     | 2009 WK184 | 25 nov 2005 | Kitt Peak       | Spacewatch          | —         | MPC                           |
| 381847     | 2009 WU229 | 17 nov 2009 | Mount Lemmon    | Mount Lemmon Survey | Flora     | MPC                           |
| 381848     | 2009 WX236 | 16 nov 2009 | Kitt Peak       | Spacewatch          | —         | MPC                           |
| 381849     | 2009 WD237 | 16 nov 2009 | Mount Lemmon    | Mount Lemmon Survey | —         | MPC                           |
| 381850     | 2009 WJ240 | 17 nov 2009 | Mount Lemmon    | Mount Lemmon Survey | —         | MPC                           |
| 381851     | 2009 WL247 | 27 out 2009 | Catalina        | CSS                 | —         | MPC                           |
| 381852     | 2009 WG249 | 20 nov 2009 | Mount Lemmon    | Mount Lemmon Survey | Phocaea   | MPC                           |
| 381853     | 2009 WK259 | 19 nov 2009 | Mount Lemmon    | Mount Lemmon Survey | —         | MPC                           |
| 381854     | 2009 WJ261 | 16 nov 2009 | Socorro         | LINEAR              | —         | MPC                           |
| 381855     | 2009 WD264 | 16 nov 2009 | Mount Lemmon    | Mount Lemmon Survey | —         | MPC                           |
| 381856     | 2009 XP16  | 15 dez 2009 | Mount Lemmon    | Mount Lemmon Survey | —         | MPC                           |
| 381857     | 2009 XL17  | 15 dez 2009 | Mount Lemmon    | Mount Lemmon Survey | —         | MPC                           |
| 381858     | 2009 XS19  | 15 dez 2009 | Mount Lemmon    | Mount Lemmon Survey | Mitidika  | MPC                           |
| 381859     | 2009 XC23  | 15 dez 2009 | Mount Lemmon    | Mount Lemmon Survey | —         | MPC                           |
| 381860     | 2009 XS24  | 15 dez 2009 | Catalina        | CSS                 | —         | MPC                           |
| 381861     | 2009 XZ24  | 15 dez 2009 | Mount Lemmon    | Mount Lemmon Survey | —         | MPC                           |
| 381862     | 2009 YW7   | 16 dez 2009 | Kitt Peak       | Spacewatch          | Mitidika  | MPC                           |
| 381863     | 2009 YQ21  | 27 dez 2009 | Kitt Peak       | Spacewatch          | —         | MPC                           |
| 381864     | 2009 YP22  | 18 dez 2009 | Kitt Peak       | Spacewatch          | Phocaea   | MPC                           |
| 381865     | 2009 YW23  | 19 dez 2009 | Mount Lemmon    | Mount Lemmon Survey | —         | MPC                           |
| 381866     | 2010 AF6   | 6 jan 2010  | Kitt Peak       | Spacewatch          | —         | MPC                           |
| 381867     | 2010 AP8   | 10 set 2004 | Socorro         | LINEAR              | —         | MPC                           |
| 381868     | 2010 AV8   | 6 jan 2010  | Kitt Peak       | Spacewatch          | —         | MPC                           |
| 381869     | 2010 AC9   | 23 set 2008 | Kitt Peak       | Spacewatch          | —         | MPC                           |
| 381870     | 2010 AC10  | 6 jan 2010  | Catalina        | CSS                 | —         | MPC                           |
| 381871     | 2010 AJ20  | 25 jan 2006 | Kitt Peak       | Spacewatch          | —         | MPC                           |
| 381872     | 2010 AJ21  | 6 jan 2010  | Kitt Peak       | Spacewatch          | —         | MPC                           |
| 381873     | 2010 AP36  | 7 jan 2010  | Kitt Peak       | Spacewatch          | Phocaea   | MPC                           |
| 381874     | 2010 AS38  | 8 jan 2010  | Kitt Peak       | Spacewatch          | —         | MPC                           |
| 381875     | 2010 AK40  | 12 jan 2010 | Mayhill         | A. Lowe             | —         | MPC                           |
| 381876     | 2010 AQ54  | 8 jan 2010  | Kitt Peak       | Spacewatch          | —         | MPC                           |
| 381877     | 2010 AB56  | 8 jan 2010  | Kitt Peak       | Spacewatch          | —         | MPC                           |
| 381878     | 2010 AD56  | 8 jan 2010  | Kitt Peak       | Spacewatch          | —         | MPC                           |
| 381879     | 2010 AJ59  | 6 jan 2010  | Catalina        | CSS                 | —         | MPC                           |
| 381880     | 2010 AJ66  | 11 jan 2010 | Kitt Peak       | Spacewatch          | —         | MPC                           |
| 381881     | 2010 AQ67  | 24 abr 2007 | Kitt Peak       | Spacewatch          | —         | MPC                           |
| 381882     | 2010 AR69  | 12 jan 2010 | Catalina        | CSS                 | Meliboea  | MPC                           |
| 381883     | 2010 AL72  | 13 jan 2010 | Mount Lemmon    | Mount Lemmon Survey | —         | MPC                           |
| 381884     | 2010 AJ75  | 8 jan 2010  | Catalina        | CSS                 | —         | MPC                           |
| 381885     | 2010 AZ75  | 10 jan 2010 | Socorro         | LINEAR              | —         | MPC                           |
| 381886     | 2010 AL80  | 9 jan 2006  | Kitt Peak       | Spacewatch          | —         | MPC                           |
| 381887     | 2010 AU80  | 7 jan 2010  | Kitt Peak       | Spacewatch          | —         | MPC                           |
| 381888     | 2010 AT105 | 12 jan 2010 | WISE            | WISE                | —         | MPC                           |
| 381889     | 2010 AS107 | 12 jan 2010 | WISE            | WISE                | —         | MPC                           |
| 381890     | 2010 AT107 | 12 jan 2010 | WISE            | WISE                | —         | MPC                           |
| 381891     | 2010 AZ125 | 30 jan 2004 | Kitt Peak       | Spacewatch          | —         | MPC                           |
| 381892     | 2010 BR    | 16 jan 2010 | Socorro         | LINEAR              | —         | MPC                           |
| 381893     | 2010 BA1   | 4 fev 2006  | Catalina        | CSS                 | Phocaea   | MPC                           |
| 381894     | 2010 BV2   | 6 jan 2010  | Kitt Peak       | Spacewatch          | Brangane  | MPC                           |
| 381895     | 2010 BF4   | 23 jan 2010 | Bisei SG Center | BATTeRS             | —         | MPC                           |
| 381896     | 2010 BT11  | 16 jan 2010 | WISE            | WISE                | —         | MPC                           |
| 381897     | 2010 BW40  | 19 jan 2010 | WISE            | WISE                | —         | MPC                           |
| 381898     | 2010 BM46  | 19 jan 2010 | WISE            | WISE                | —         | MPC                           |
| 381899     | 2010 BB69  | 7 nov 2007  | Kitt Peak       | Spacewatch          | —         | MPC                           |
| 381900     | 2010 BU76  | 24 jan 2010 | WISE            | WISE                | —         | MPC                           |

## 381901–382000
| Designação     | Designação | Descoberta  | Descoberta      | Descobridor(es)      | Categoria | Mais informações / Referência |
| Permanente     | Provisória | Data        | Local           | Descobridor(es)      | Categoria | Mais informações / Referência |
| -------------- | ---------- | ----------- | --------------- | -------------------- | --------- | ----------------------------- |
| 381901         | 2010 CG2   | 30 jul 2008 | Mount Lemmon    | Mount Lemmon Survey  | —         | MPC                           |
| 381902         | 2010 CV4   | 7 fev 2010  | La Sagra        | Mallorca Obs.        | —         | MPC                           |
| 381903         | 2010 CC12  | 6 fev 2010  | Mayhill         | iTelescope Obs.      | —         | MPC                           |
| 381904 Beatita | 2010 CP12  | 12 fev 2010 | Mayhill         | S. Kürti             | —         | MPC                           |
| 381905         | 2010 CW17  | 11 fev 2010 | WISE            | WISE                 | —         | MPC                           |
| 381906         | 2010 CL19  | 13 fev 2010 | Mount Lemmon    | Mount Lemmon Survey  | —         | MPC                           |
| 381907         | 2010 CB20  | 8 fev 2010  | Kitt Peak       | Spacewatch           | —         | MPC                           |
| 381908         | 2010 CU24  | 9 fev 2010  | Mount Lemmon    | Mount Lemmon Survey  | —         | MPC                           |
| 381909         | 2010 CG29  | 9 fev 2010  | Kitt Peak       | Spacewatch           | —         | MPC                           |
| 381910         | 2010 CJ32  | 9 fev 2010  | Kitt Peak       | Spacewatch           | —         | MPC                           |
| 381911         | 2010 CM32  | 9 fev 2010  | Kitt Peak       | Spacewatch           | —         | MPC                           |
| 381912         | 2010 CG40  | 13 fev 2010 | Kitt Peak       | Spacewatch           | —         | MPC                           |
| 381913         | 2010 CC41  | 13 fev 2010 | Kitt Peak       | Spacewatch           | —         | MPC                           |
| 381914         | 2010 CP41  | 5 fev 2010  | Catalina        | CSS                  | —         | MPC                           |
| 381915         | 2010 CL43  | 5 fev 2010  | Catalina        | CSS                  | —         | MPC                           |
| 381916         | 2010 CD44  | 13 fev 2010 | Calvin-Rehoboth | Calvin–Rehoboth Obs. | —         | MPC                           |
| 381917         | 2010 CE58  | 26 out 2009 | Kitt Peak       | Spacewatch           | —         | MPC                           |
| 381918         | 2010 CP61  | 9 fev 2010  | Kitt Peak       | Spacewatch           | Brangane  | MPC                           |
| 381919         | 2010 CB70  | 13 fev 2010 | Mount Lemmon    | Mount Lemmon Survey  | —         | MPC                           |
| 381920         | 2010 CK76  | 13 fev 2010 | Mount Lemmon    | Mount Lemmon Survey  | —         | MPC                           |
| 381921         | 2010 CT79  | 13 fev 2010 | Mount Lemmon    | Mount Lemmon Survey  | —         | MPC                           |
| 381922         | 2010 CE85  | 14 fev 2010 | Kitt Peak       | Spacewatch           | —         | MPC                           |
| 381923         | 2010 CE86  | 5 jan 2010  | Kitt Peak       | Spacewatch           | —         | MPC                           |
| 381924         | 2010 CD107 | 14 fev 2010 | Mount Lemmon    | Mount Lemmon Survey  | —         | MPC                           |
| 381925         | 2010 CT120 | 9 dez 2004  | Socorro         | LINEAR               | —         | MPC                           |
| 381926         | 2010 CY134 | 10 fev 2010 | WISE            | WISE                 | —         | MPC                           |
| 381927         | 2010 CY137 | 9 fev 2010  | Mount Lemmon    | Mount Lemmon Survey  | —         | MPC                           |
| 381928         | 2010 CW143 | 9 fev 2010  | Kitt Peak       | Spacewatch           | —         | MPC                           |
| 381929         | 2010 CF144 | 22 nov 2009 | Mount Lemmon    | Mount Lemmon Survey  | —         | MPC                           |
| 381930         | 2010 CQ146 | 13 fev 2010 | Catalina        | CSS                  | —         | MPC                           |
| 381931         | 2010 CB147 | 13 fev 2010 | Mount Lemmon    | Mount Lemmon Survey  | —         | MPC                           |
| 381932         | 2010 CV148 | 24 ago 2008 | Kitt Peak       | Spacewatch           | —         | MPC                           |
| 381933         | 2010 CM150 | 14 fev 2010 | Kitt Peak       | Spacewatch           | Brangane  | MPC                           |
| 381934         | 2010 CA156 | 21 mai 2006 | Mount Lemmon    | Mount Lemmon Survey  | —         | MPC                           |
| 381935         | 2010 CD157 | 11 abr 2005 | Mount Lemmon    | Mount Lemmon Survey  | —         | MPC                           |
| 381936         | 2010 CM165 | 10 fev 2010 | Kitt Peak       | Spacewatch           | —         | MPC                           |
| 381937         | 2010 CD173 | 6 fev 2010  | Kitt Peak       | Spacewatch           | —         | MPC                           |
| 381938         | 2010 CY181 | 14 fev 2010 | Haleakalā       | Pan-STARRS           | Maria     | MPC                           |
| 381939         | 2010 CD182 | 14 fev 2010 | Haleakala       | Pan-STARRS           | —         | MPC                           |
| 381940         | 2010 CN184 | 13 fev 2010 | Socorro         | LINEAR               | —         | MPC                           |
| 381941         | 2010 CM203 | 18 jan 2009 | Kitt Peak       | Spacewatch           | —         | MPC                           |
| 381942         | 2010 CH245 | 3 fev 2010  | WISE            | WISE                 | —         | MPC                           |
| 381943         | 2010 CD250 | 1 dez 2005  | Kitt Peak       | Spacewatch           | —         | MPC                           |
| 381944         | 2010 DN6   | 6 abr 2005  | Mount Lemmon    | Mount Lemmon Survey  | —         | MPC                           |
| 381945         | 2010 DZ11  | 16 fev 2010 | Mount Lemmon    | Mount Lemmon Survey  | —         | MPC                           |
| 381946         | 2010 DP20  | 19 fev 2010 | Siding Spring   | SSS                  | —         | MPC                           |
| 381947         | 2010 DK23  | 18 fev 2010 | WISE            | WISE                 | —         | MPC                           |
| 381948         | 2010 DB27  | 18 fev 2010 | WISE            | WISE                 | —         | MPC                           |
| 381949         | 2010 DS44  | 17 fev 2010 | Kitt Peak       | Spacewatch           | —         | MPC                           |
| 381950         | 2010 DF56  | 23 fev 2010 | WISE            | WISE                 | —         | MPC                           |
| 381951         | 2010 DK78  | 16 fev 2010 | Catalina        | CSS                  | —         | MPC                           |
| 381952         | 2010 EQ21  | 5 nov 1996  | Kitt Peak       | Spacewatch           | —         | MPC                           |
| 381953         | 2010 EB40  | 13 fev 2010 | Catalina        | CSS                  | —         | MPC                           |
| 381954         | 2010 EK40  | 12 mar 2010 | Catalina        | CSS                  | —         | MPC                           |
| 381955         | 2010 EO45  | 19 dez 2009 | Kitt Peak       | Spacewatch           | —         | MPC                           |
| 381956         | 2010 EE66  | 12 set 2007 | Mount Lemmon    | Mount Lemmon Survey  | Ursula    | MPC                           |
| 381957         | 2010 EH69  | 12 mar 2010 | Kitt Peak       | Spacewatch           | —         | MPC                           |
| 381958         | 2010 EV70  | 12 mar 2010 | Kitt Peak       | Spacewatch           | —         | MPC                           |
| 381959         | 2010 EM72  | 13 mar 2010 | Mount Lemmon    | Mount Lemmon Survey  | —         | MPC                           |
| 381960         | 2010 EV87  | 26 set 2000 | Socorro         | LINEAR               | —         | MPC                           |
| 381961         | 2010 EJ94  | 14 mar 2010 | Mount Lemmon    | Mount Lemmon Survey  | —         | MPC                           |
| 381962         | 2010 EA95  | 14 mar 2010 | Mount Lemmon    | Mount Lemmon Survey  | —         | MPC                           |
| 381963         | 2010 EG101 | 15 mar 2010 | Kitt Peak       | Spacewatch           | Brangane  | MPC                           |
| 381964         | 2010 EM105 | 13 jun 2005 | Junk Bond       | D. Healy             | Ursula    | MPC                           |
| 381965         | 2010 ER106 | 4 mar 2010  | Kitt Peak       | Spacewatch           | —         | MPC                           |
| 381966         | 2010 EL110 | 10 set 2007 | Kitt Peak       | Spacewatch           | —         | MPC                           |
| 381967         | 2010 EL112 | 12 mar 2010 | Mount Lemmon    | Mount Lemmon Survey  | —         | MPC                           |
| 381968         | 2010 EY113 | 13 mar 2010 | Catalina        | CSS                  | —         | MPC                           |
| 381969         | 2010 EY141 | 2 abr 2005  | Mount Lemmon    | Mount Lemmon Survey  | —         | MPC                           |
| 381970         | 2010 EL142 | 15 mar 2010 | Kitt Peak       | Spacewatch           | Ursula    | MPC                           |
| 381971         | 2010 EV168 | 7 mar 2010  | WISE            | WISE                 | —         | MPC                           |
| 381972         | 2010 EX171 | 14 abr 2005 | Kitt Peak       | Spacewatch           | Brangane  | MPC                           |
| 381973         | 2010 EB172 | 30 out 2008 | Catalina        | CSS                  | Eos       | MPC                           |
| 381974         | 2010 FS18  | 18 mar 2010 | Mount Lemmon    | Mount Lemmon Survey  | —         | MPC                           |
| 381975         | 2010 FT84  | 26 mar 2010 | Kitt Peak       | Spacewatch           | —         | MPC                           |
| 381976         | 2010 FA86  | 25 mar 2010 | Mount Lemmon    | Mount Lemmon Survey  | Flora     | MPC                           |
| 381977         | 2010 FR89  | 3 out 2008  | Kitt Peak       | Spacewatch           | —         | MPC                           |
| 381978         | 2010 FE98  | 7 abr 2005  | Kitt Peak       | Spacewatch           | —         | MPC                           |
| 381979         | 2010 GY48  | 8 abr 2010  | WISE            | WISE                 | —         | MPC                           |
| 381980         | 2010 GA75  | 8 abr 2010  | Siding Spring   | SSS                  | —         | MPC                           |
| 381981         | 2010 GF103 | 6 abr 2010  | Mount Lemmon    | Mount Lemmon Survey  | Ursula    | MPC                           |
| 381982         | 2010 GC136 | 4 abr 2010  | Kitt Peak       | Spacewatch           | —         | MPC                           |
| 381983         | 2010 GP159 | 10 abr 2010 | Catalina        | CSS                  | —         | MPC                           |
| 381984         | 2010 GQ172 | 16 jan 2005 | Kitt Peak       | Spacewatch           | —         | MPC                           |
| 381985         | 2010 GF173 | 24 nov 2003 | Kitt Peak       | Spacewatch           | Brangane  | MPC                           |
| 381986         | 2010 HZ19  | 30 jan 2010 | WISE            | WISE                 | —         | MPC                           |
| 381987         | 2010 HZ21  | 29 mai 2008 | Kitt Peak       | Spacewatch           | —         | MPC                           |
| 381988         | 2010 HL78  | 20 abr 2010 | Kitt Peak       | Spacewatch           | —         | MPC                           |
| 381989         | 2010 HR80  | 28 abr 2010 | WISE            | WISE                 | —         | MPC                           |
| 381990         | 2010 HS102 | 30 abr 2010 | WISE            | WISE                 | —         | MPC                           |
| 381991         | 2010 JZ154 | 8 mai 2010  | Mount Lemmon    | Mount Lemmon Survey  | —         | MPC                           |
| 381992         | 2010 JU177 | 30 jan 2004 | Socorro         | LINEAR               | —         | MPC                           |
| 381993         | 2010 KQ34  | 19 mai 2010 | WISE            | WISE                 | —         | MPC                           |
| 381994         | 2010 KD98  | 31 dez 2008 | Mount Lemmon    | Mount Lemmon Survey  | —         | MPC                           |
| 381995         | 2010 LO34  | 15 nov 2007 | Mount Lemmon    | Mount Lemmon Survey  | —         | MPC                           |
| 381996         | 2010 LB35  | 2 out 2003  | Kitt Peak       | Spacewatch           | Eos       | MPC                           |
| 381997         | 2010 LS103 | 7 fev 1999  | Kitt Peak       | Spacewatch           | —         | MPC                           |
| 381998         | 2010 LF108 | 13 jun 2010 | Kitt Peak       | Spacewatch           | —         | MPC                           |
| 381999         | 2010 LO118 | 14 jun 2010 | WISE            | WISE                 | —         | MPC                           |
| 382000         | 2010 MV110 | 15 jan 2009 | Socorro         | LINEAR               | —         | MPC                           |